# Forêts et maquis du Sud-Ouest australien
Localisation

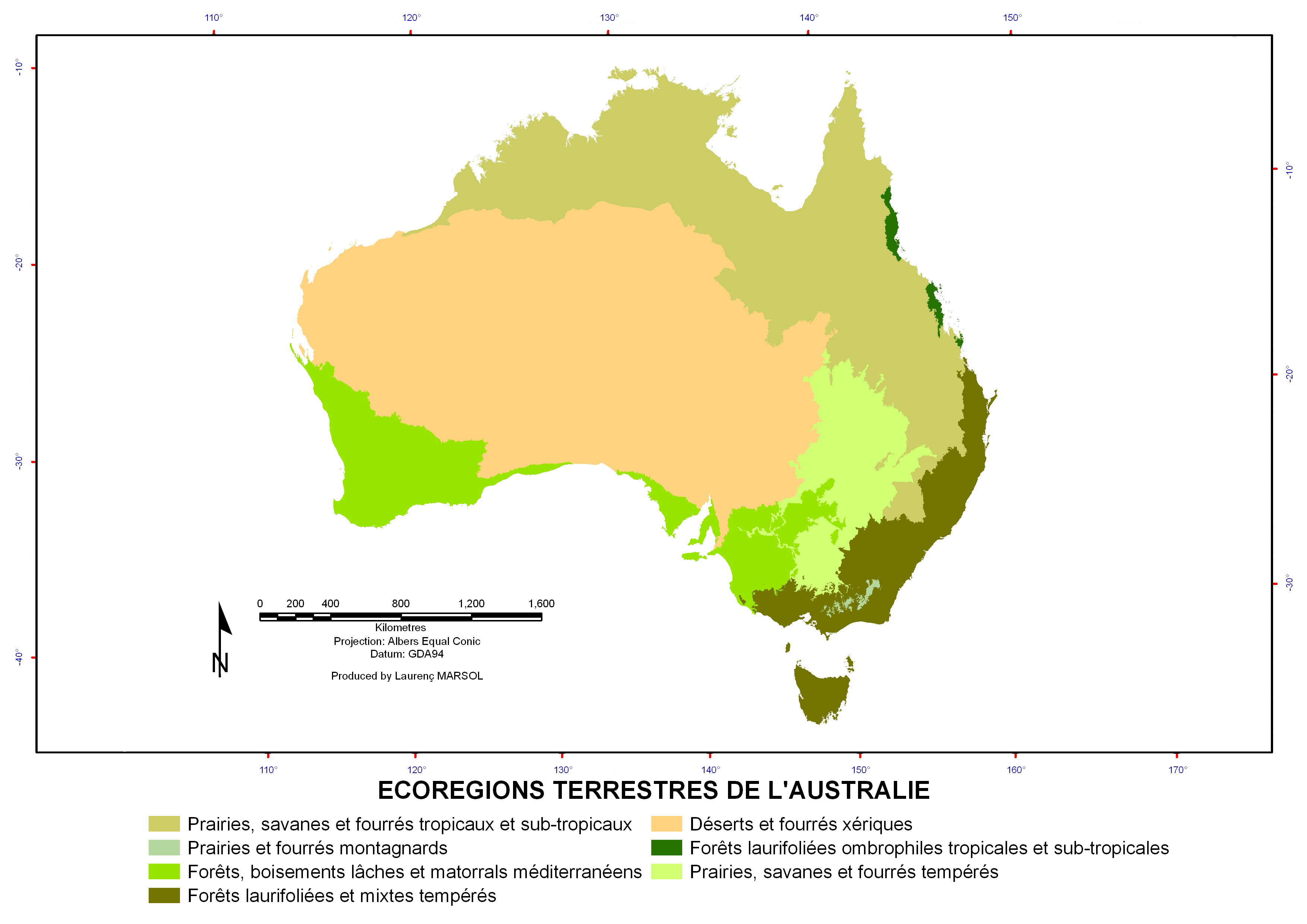
Carte des écorégions terrestres d’Australie selon l’IBRA version 7.

Les forêts et maquis du Sud-Ouest australien forment une région écologique identifiée par le Fonds mondial pour la nature (WWF) comme faisant partie de la liste « Global 200 », c'est-à-dire considérée comme exceptionnelle au niveau biologique et prioritaire en matière de conservation. Elle regroupe plusieurs biorégions du biome méditerranéen de l'écozone australasienne (communément appelé bush australien).
Le Sud-Ouest australien est l’une des deux zones à climat méditerranéen d’Australie, l’autre étant la zone Sud Centrale.
La zone à climat méditerranéen du Sud-Ouest de l’Australie est située dans l’extrême sud-ouest de l’île-continent où elle couvre une surface de près de 48,9 millions d’hectares (489 944 km²). Cette « écorégion » est reconnue mondialement comme un des points chauds majeurs pour la biodiversité de la planète.
L’écorégion comprend la Province Botanique du Sud-Ouest, à laquelle se rajoute une aire de gradation aride (la zone de transition) vers un climat tropical per-aride (rares pluies non saisonnières ou de saison plus chaude).

## Critères climatiques

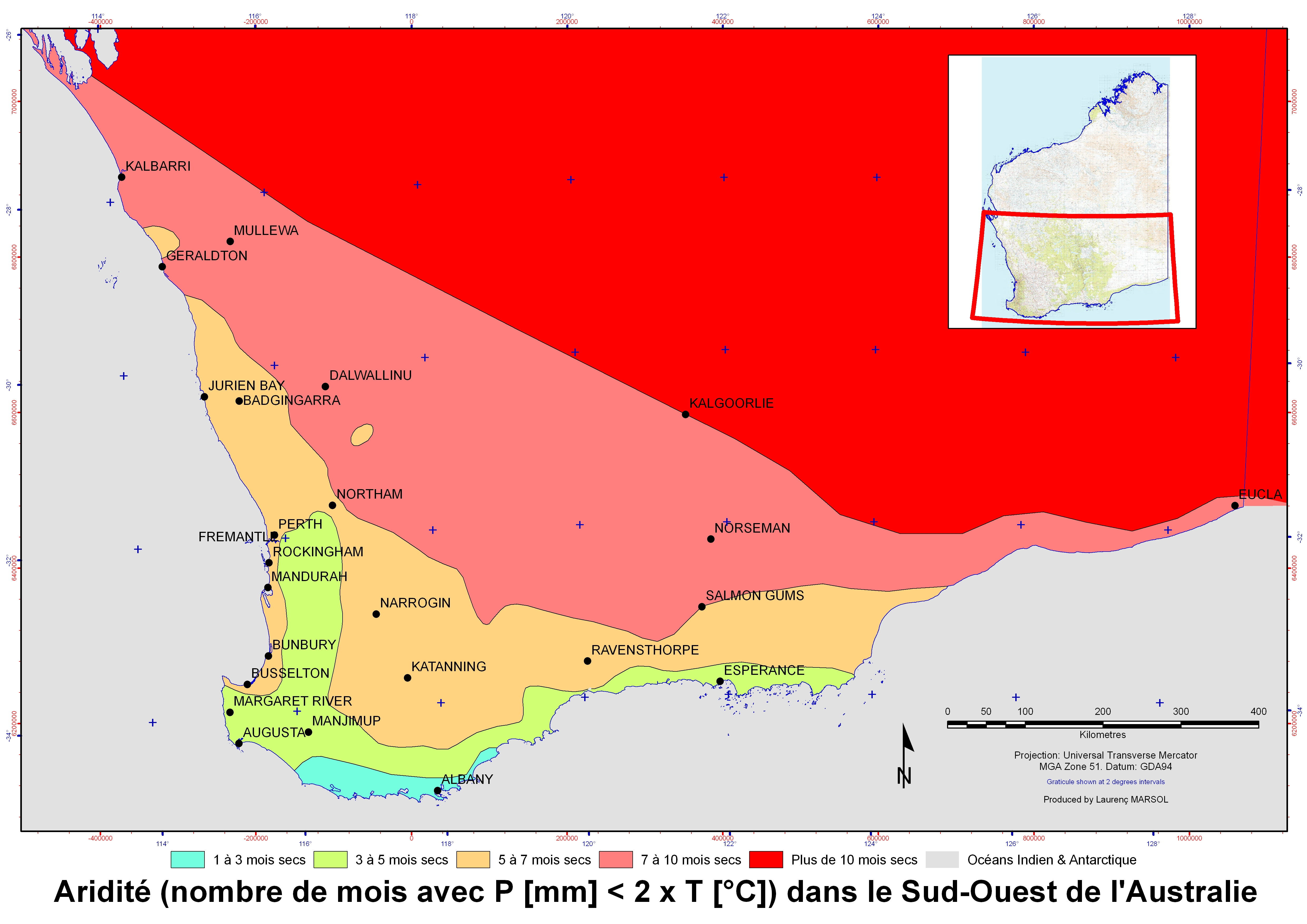
Carte schématique de l’aridité dans le Sud-Ouest de l’Australie en fonction de classes de mois secs pouvant être définis dans un diagramme ombrothermique au sens de BAGNOULS & GAUSSEN.

Le climat méditerranéen est caractérisé par au moins un mois sec pendant la saison chaude (été), la sécheresse mensuelle étant définie lorsque la courbe des précipitations moyennes mensuelles en millimètres est située au-dessous de celle des températures moyennes mensuelles en degrés Celsius multipliées par deux.

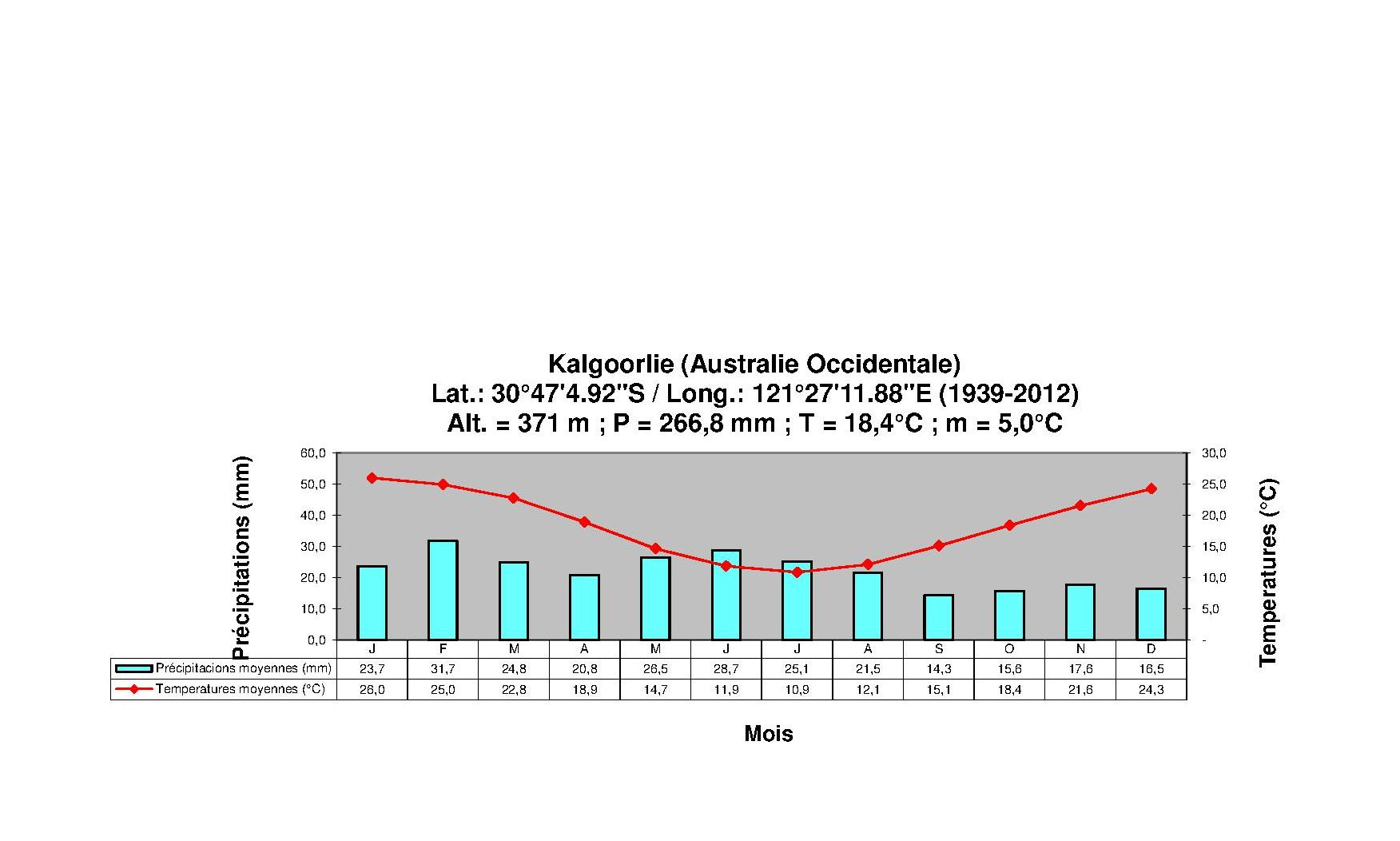
diagramme ombrothermique de la station de Kalgoorlie en bioclimat aride variante tempérée.
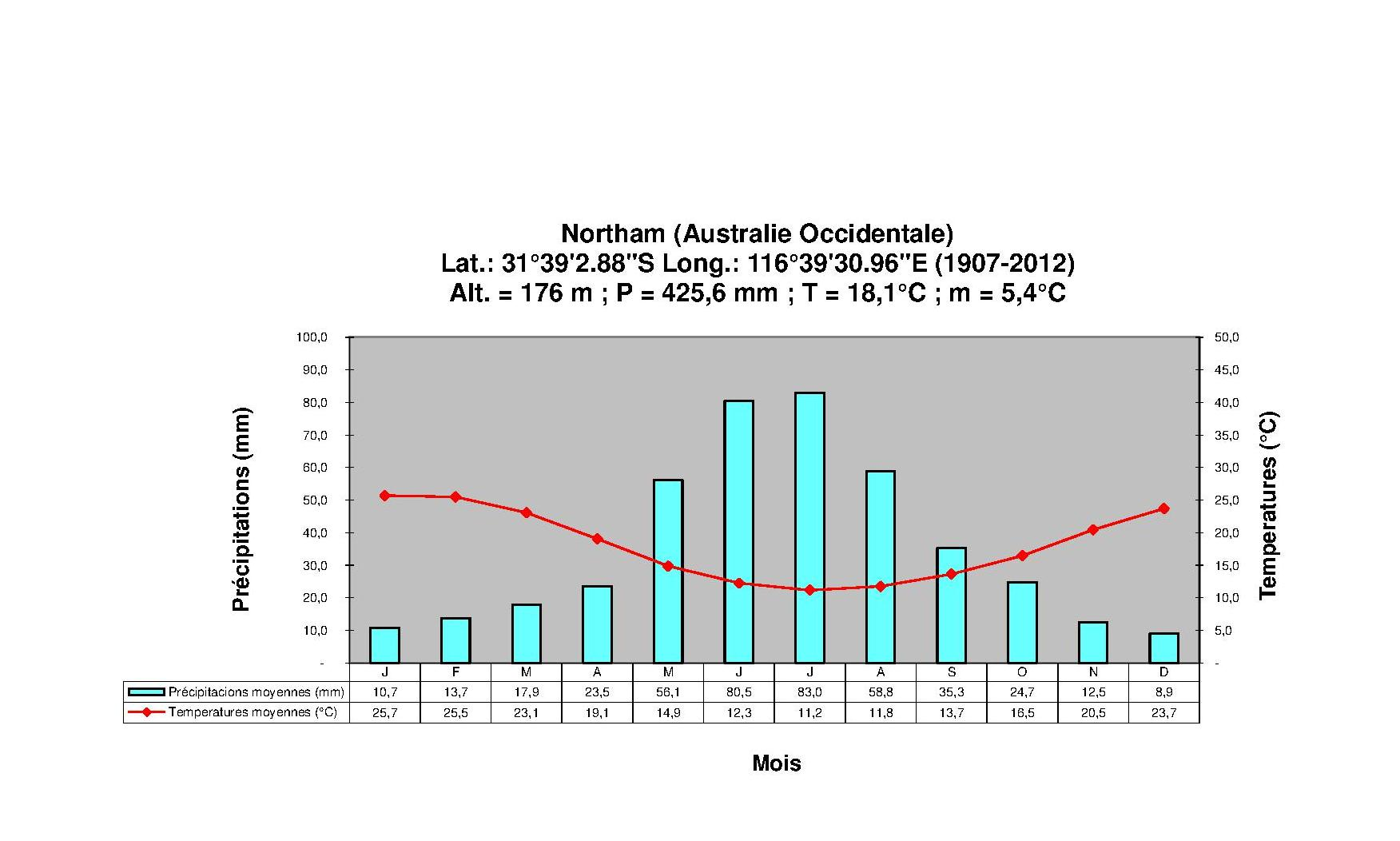
Diagramme ombrothermique de la station de Northam en bioclimat semi-aride variante tempérée.
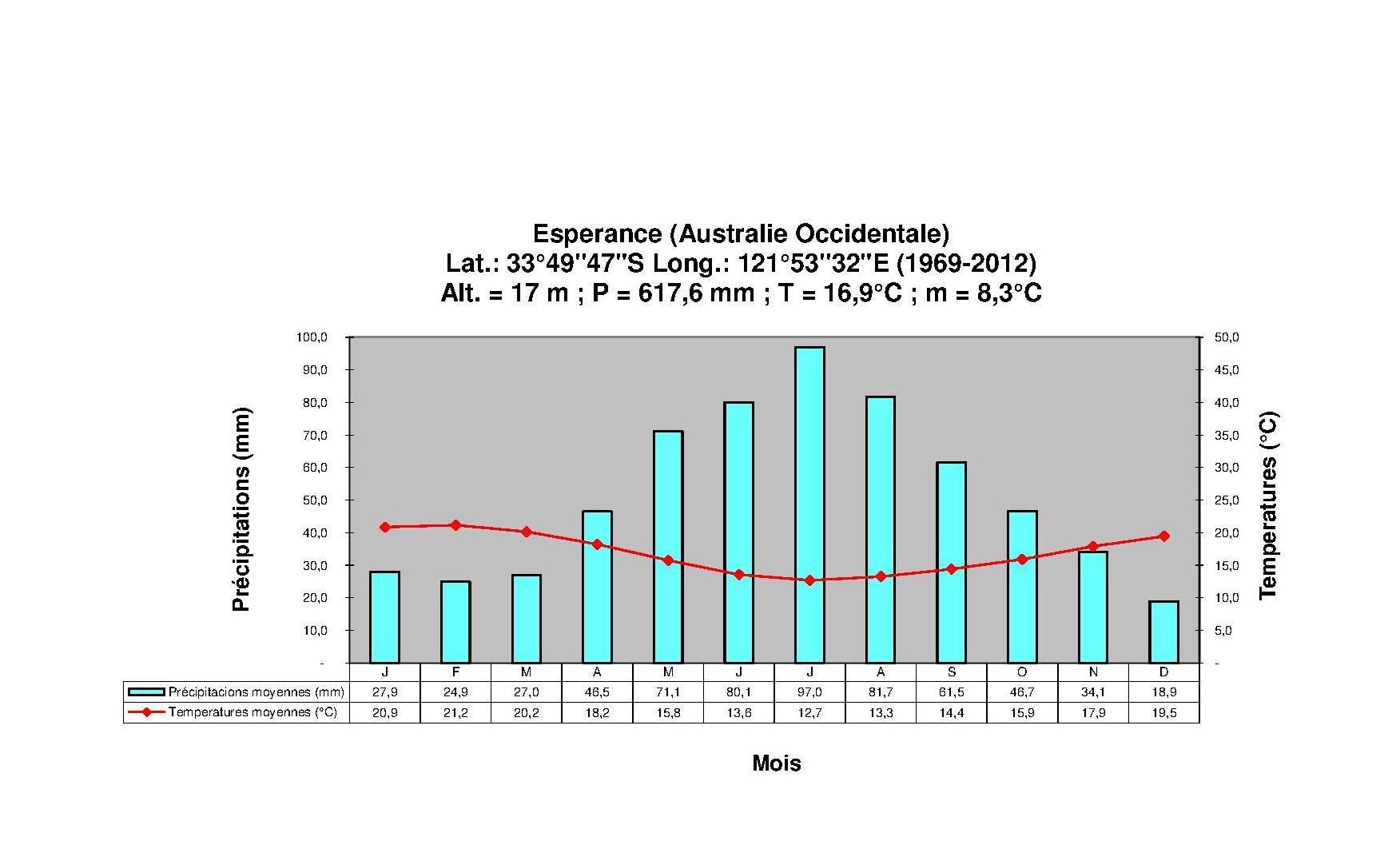
Diagramme ombrothermique de la station d’Esperance en bioclimat sub-humide variante chaude.
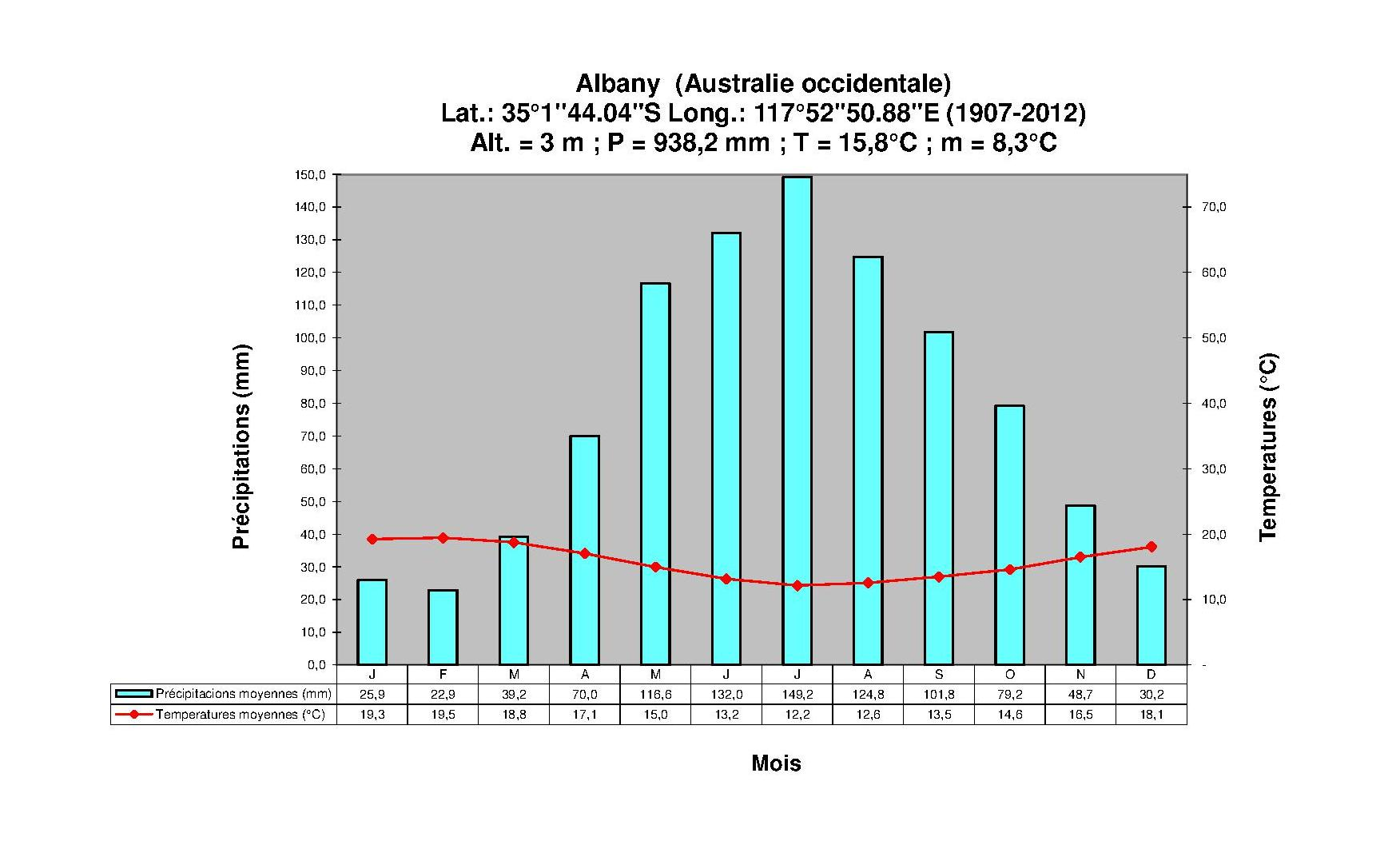
diagramme ombrothermique de la station d’Albany en bioclimat humide variante chaude.
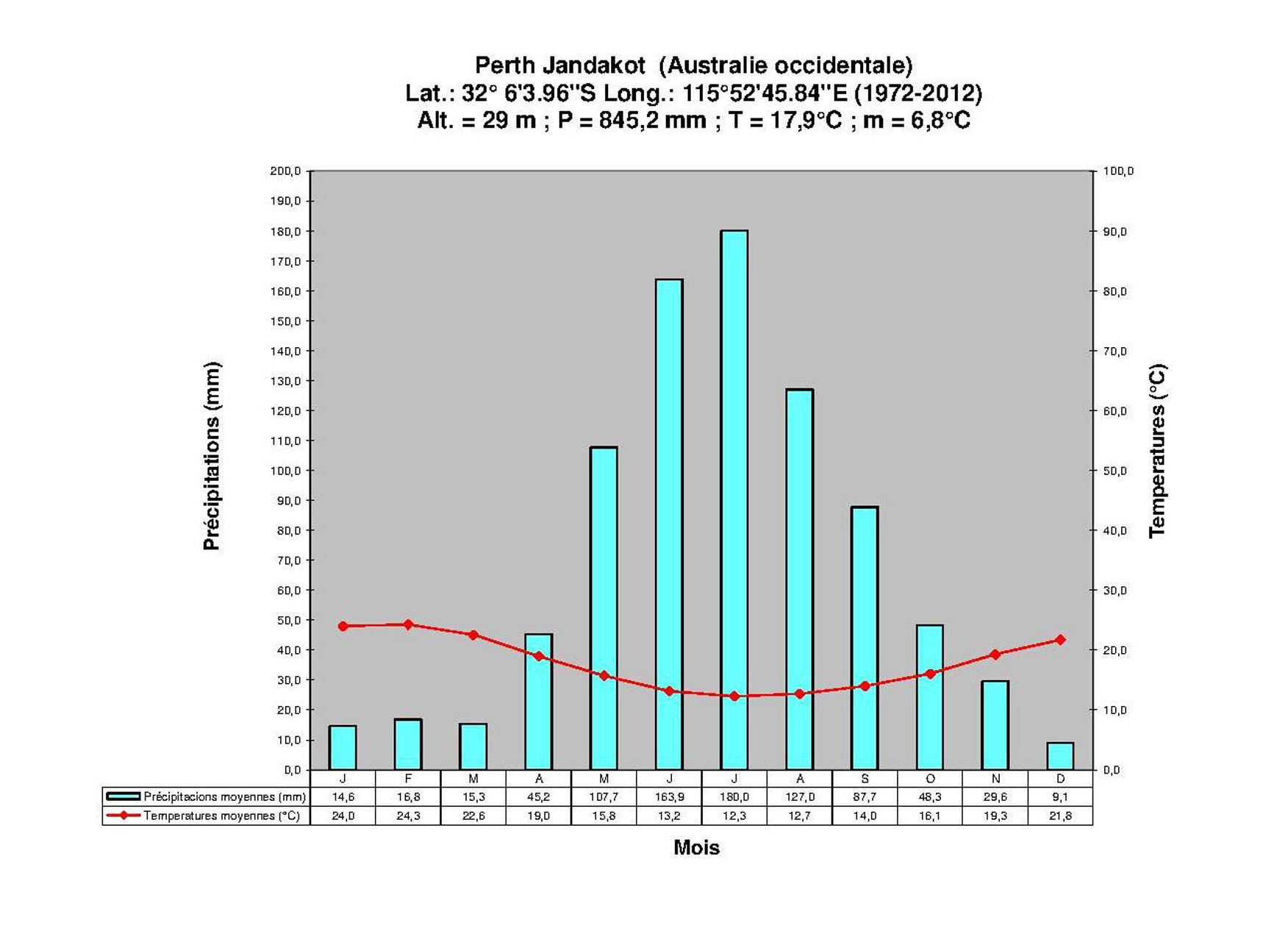
Diagramme ombrothermique de la station de Perth - Jandakot en bioclimat humide variante tempérée.
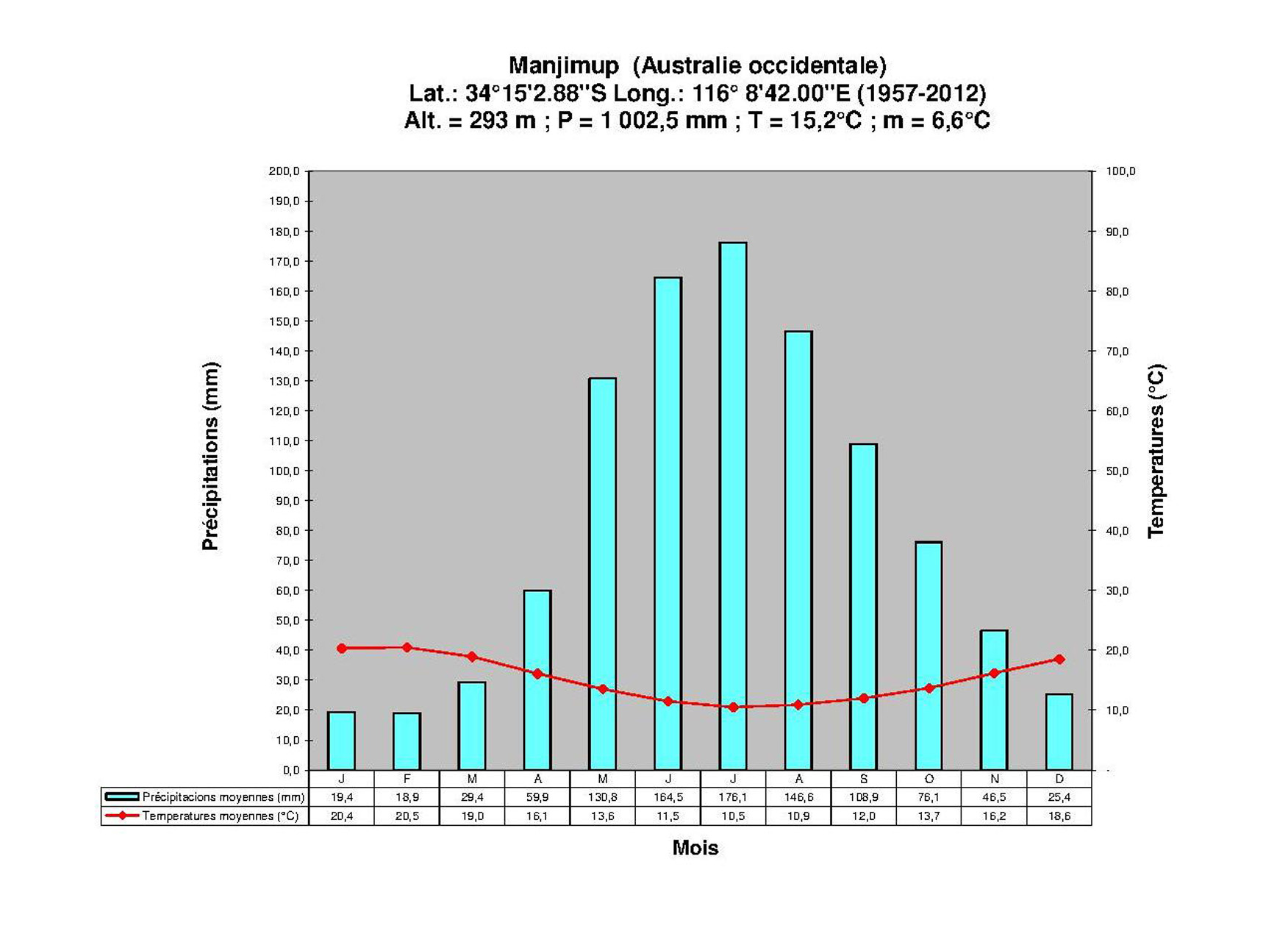
Diagramme ombrothermique de la station de Manjimup en bioclimat per-humide variante tempérée.

### Pluviométrie

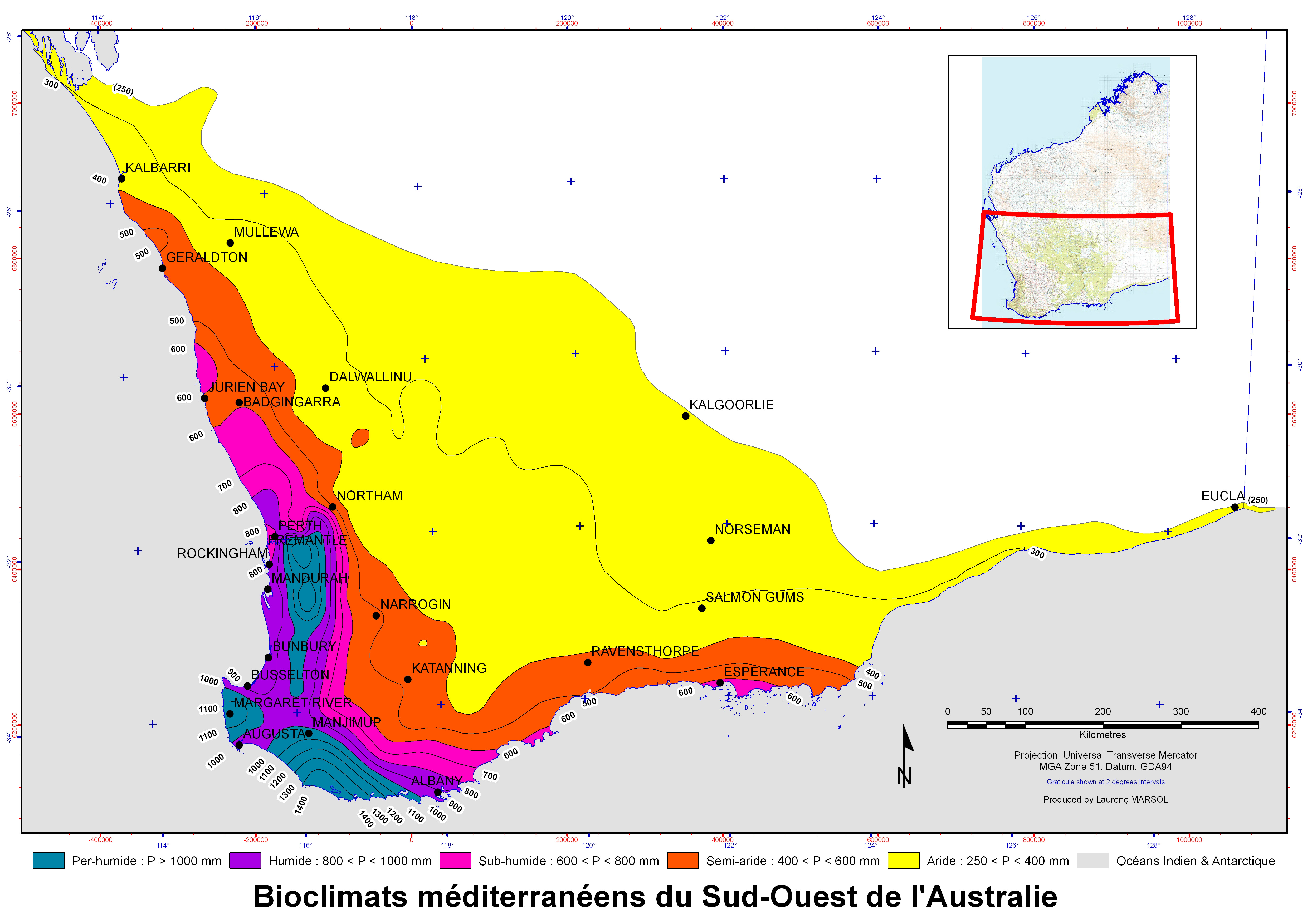
Carte synthétique des précipitations annuelles moyennes, avec les limites des isohyètes de 250, 300, puis de 100 en 100 jusqu’à 1 400 mm / an délimitant les bioclimats méditerranéens.

Les précipitations sont extrêmement variables dans le Sud-Ouest de l’Australie et leurs moyennes annuelles (P) se situent entre 250 et plus de 1 400 mm / an délimitant un gradient décroissant entre l’extrême sud-ouest et la limite per-aride nord-est, avec les bioclimats :
- per-humide (P > 1 000 mm / an) cantonné à trois aires (les Darling Ranges, les caps Naturaliste et Leeuwin et le grand sud le long de l’Océan Antarctique),
- humide (800 < P < 1 000 mm / an) entourant le bioclimat précédent et cantonné à l’extrême sud-ouest,
- sub-humide (600 < P < 800 mm / an) entourant le bioclimat précédent avec quelques isolats le long des côtes des océans Indien ou Antarctique,
- semi-aride (400 < P < 600 mm / an) entourant le bioclimat précédent en direction du nord-est et reliant les deux océans,
- aride (250 < P < 400 mm / an) délimitant la zone triangulaire d’affinité méditerranéenne et en limite avec les climats per-arides à pluies non saisonnières.

On peut penser par extrapolation que les précipitations sur la Chaîne de Stirling, seul relief dépassant les 1 000 mètres, soient supérieures à la plaine environnante – le chiffre de 1 100 mm / an est avancé par les météorologues – ce qui inclurait cette chaine dans un « pic » de bioclimat per-humide enclavé dans du semi-aride.

### Température

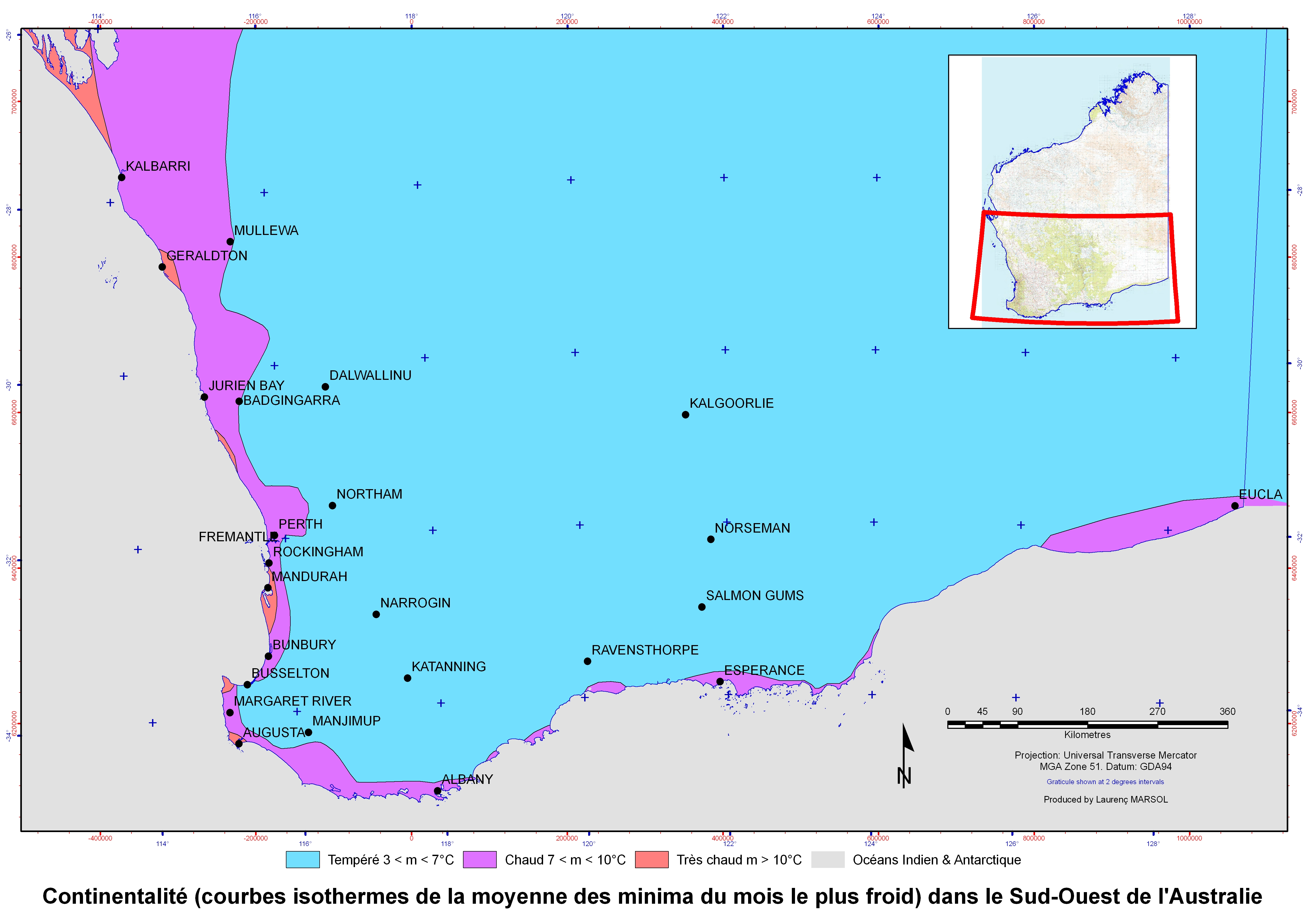
Carte synthétique indiquant les limites en zone méditerranéenne du Sud-Ouest australien des courbes isothermes de la moyenne des minima du mois le plus froid de l’année (m), égales à +7 et +10 °C et les correspondances avec les variantes thermiques tempérée, chaude et très chaude.

La moyenne des minima du mois le plus froid (m) a été retenue pour définir les subdivisions thermiques de ce climat méditerranéen. La cartographie montre que seules deux courbes isothermes caractéristiques sont présentes dans le Sud-Ouest de l’Australie avec m égal à 7 et 10 °C, délimitant trois zones différentes d’un gradient de continentalité, dénommées en Europe « étages altitudinaux de végétation ». Nous n’emploierons pas cette expression pour cette zone méditerranéenne, son altitude moyenne, comprise entre 200 et 500 mètres au-dessus du niveau des océans, n’étant pas vraiment discriminante et ne conduisant pas sauf exception (Stirling Range au nord d’Albany par exemple) à de vrais étages de végétation différenciés.
Au vu de la neige fréquente en hiver, et plus rarement au printemps sur le Stirling Range, il a été avancé par extrapolation des stations les plus proches en plaine que les températures maximales hivernales seraient de 11 °C avec des minimales de 3 °C. Les sommets légèrement supérieurs à 1 000 mètres du Stirling Range appartiendraient donc à une variante thermique fraîche avec un m < 3 °C pour le mois le plus froid, correspondant à un étage méso-méditerranéen quasi généralisé en zone méditerranéenne française. On peut citer comme exemple les fourrés de taillis collinéens (« montane mallee thicket ») qui occupent les versants et sommets de plus de 400 m d’altitude de plusieurs pics du Stirling Range.
La grande majorité de la zone du Sud-Ouest est incluse dans une aire où m est compris entre 3 et 7 °C, soit une continentalité de variante tempérée, ce qui équivaudrait à un étage thermo-méditerranéen qui n’est que très rarement présent sur le littoral Français dans l’extrême est provençal et ponctuellement dans le sud du Roussillon ou le long des côtes corses. Cette aire comporte dans le sud-ouest australien des altitudes comprises entre 0 (au sud, en bordure de l’Océan Antarctique) jusqu’à plus de 500 mètres le long de l’Océan Indien et pouvant ponctuellement dépasser 1 000 mètres dans le Stirling Range le plus au sud.
Une aire de variante chaude le long du littoral avec m compris entre 7 et 10 °C, d’abord mince ou inexistante le long du littoral sud-est, puis plus importante sur la côte de l’Océan Indien) et finissant par pénétrer franchement à l’intérieur des terres au nord de la zone. Cette aire correspondrait à un étage infra-méditerranéen variante chaude comme le Souss ou le piémont nord du Haut Atlas marocains. L’altitude dominante y est ici strictement incluse entre 0 et 200 mètres.
Une dernière aire (très chaude), présente ponctuellement sur la côte ouest, puis de manière continue au nord, avec m supérieur à 10 °C serait proche d’un étage infra-méditerranéen à variante très chaude comme dans le sud atlantique marocain. L’altitude de cette aire ne dépasse pas 100 mètres et ne s’éloigne guère du littoral dans la zone climatique qui nous intéresse.
Le nombre de jours de gelée et surtout les minima absolus fonctionnent dans d’autres zones climatiques méditerranéennes comme des régulateurs, avec un impact des froids très sévère sur les limites géographiques d’espèces gélives.
Or, en Australie Occidentale, il n’y a eu aucune influence des périodes de glaciation en raison de l’absence de tout relief important. Une grande partie de la flore issue du Gondwana (Proteaceae) ainsi que de nombreuses Myrtaceae ont pu prospérer, occuper de nombreuses niches écologiques et donc se différencier en de nombreuses espèces. Sans aucune surprise, les minima absolus des stations à long terme montrent que la totalité des stations littorales ont des minima absolus proches de zéro degré Celsius et très souvent plutôt positifs. L’exception semble être la côte de l’Océan Antarctique avec un record de température la plus froide pour l’état d’Australie Occidentale à -5,9 °C. Il faut ensuite entrer d’une centaine de kilomètres dans les terres pour trouver des minima absolus négatifs, mais toujours supérieurs à -5 °C. Ce ne sont pas là des températures connues pour avoir un impact notoire sur le système foliaire et encore moins sur les tissus des tiges et troncs des végétaux.

## Caractéristiques de l’écorégion du Sud-Ouest de l’Australie

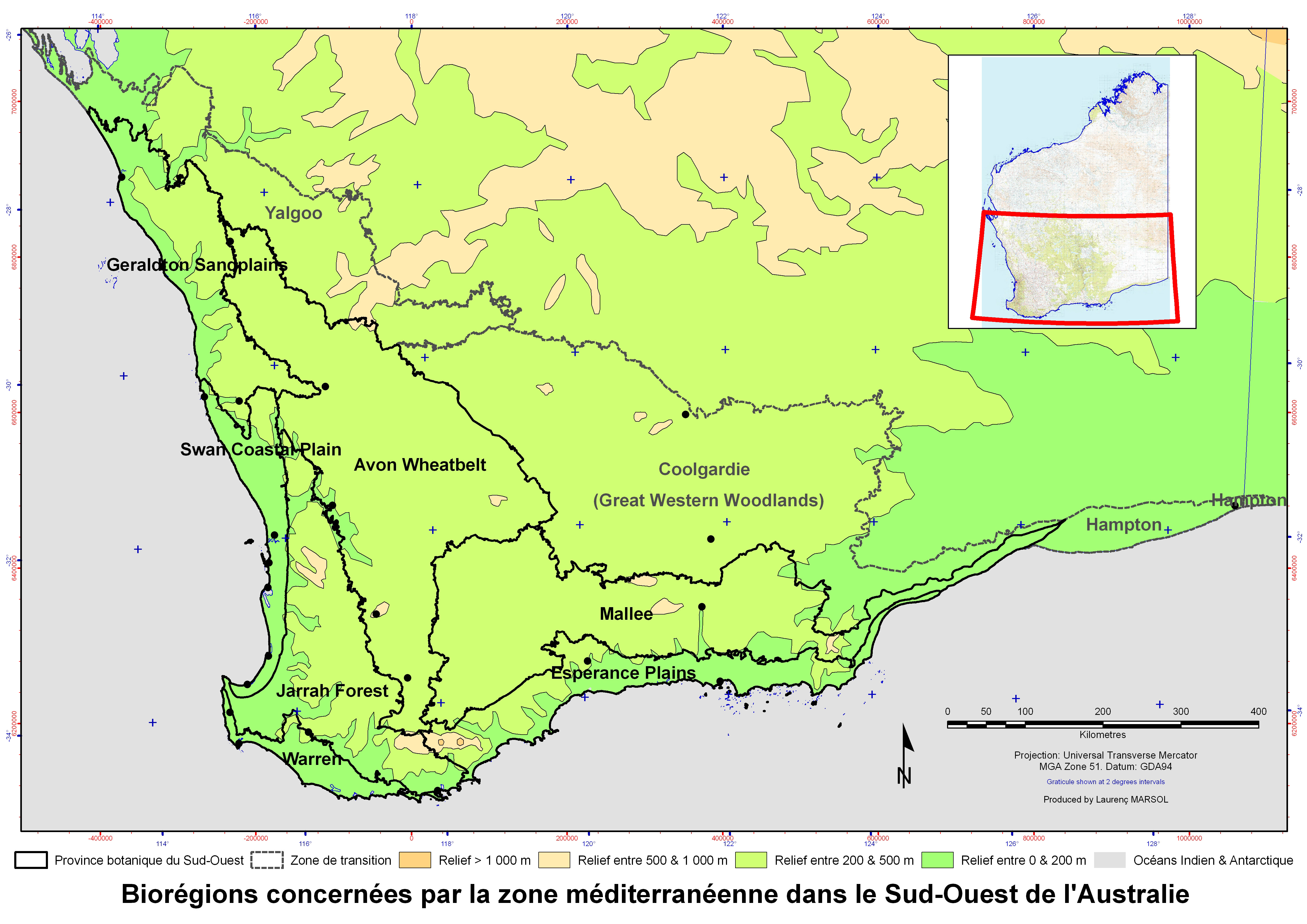
Carte des biorégions de l’Interim Biogeographic Regionalisation for Australia (IBRA version 7) dans l’écorégion du Sud-Ouest de l’Australie.

Une écorégion est formée par une aire étendue contenant un assemblage géographiquement distinct d’espèces, de communautés naturelles, de dynamiques naturelles et de conditions environnementales particulières.
L’écorégion du Sud-Ouest de l’Australie comprend la province botanique du Sud-Ouest qui est composée des régions biogéographiques (biorégions) suivantes du nord au sud et d’ouest en est : les plaines sableuses de Geraldton (Geraldton Sandplains), la plaine costale du fleuve Swan (Swan Coastal Plain), la ceinture à céréales de la rivière Avon (Avon Wheatbelt), la forêt de jarrahs (Jarrah Forest), la région du fleuve Warren (Warren), la région des mallees (Mallee), les plaines d’Esperance (Esperance Plains).
S’y rajoutent trois biorégions de transition de la province botanique Éréméenne (Eremaean) : la région de Yalgoo (Yalgoo), la région de Coolgardie (Coolgardie) et la plaine côtière de Hampton (Hampton).
Il a de plus été établi que les précipitations très variables d’une année sur l’autre que reçoit cette zone de transition ont un effet majeur sur les spéciations et la distribution actuelle de la flore du Sud-Ouest de l’Australie. Cette zone de transition a aussi été le théâtre d’intenses pulsations climatiques à long terme, oscillant entre des conditions humides et sèches pendant les deux derniers millions d’années et conduisant à une flore locale adaptée et riche.
Cette écorégion recèle 5 710 espèces de plantes autochtones parmi lesquelles près de 3 000 plantes endémiques. Plusieurs raisons pour expliquer la diversité de sa flore :
- elle fait partie de l’ancien Gondwana et a gardé des relations phylogénétiques anciennes avec les continents voisins qui le constituaient. L’Australie faisait partie du supercontinent du sud appelé Gondwana avec d’autres plaques comme l’Afrique, Madagascar, l’Île Maurice, l’Inde, la Nouvelle-Zélande, l’Amérique du Sud, l’Antarctique et la Nouvelle-Calédonie. La famille des Proteaceae en est la meilleure preuve puisqu’elle se retrouve disséminée dans la plupart de ces régions ;
- elle est constituée d’un socle géologique extrêmement vieux et stable avec des sols très pauvres en nutriments. Il n’y a eu que très peu de changements morpho-géologiques de ce qui est maintenant le Sud-Ouest de l’Australie Occidentale pendant les derniers 45 millions d’années. La zone est constituée d’un immense bouclier granitique connu sous le nom de Craton de Yilgarn, tout comme les régions de l’ouest et du sud qui sont des plaines côtières, qui ont succédé à ce qui était d’immenses vallées rifts entre l’Inde à l’ouest et l’Antarctique au sud. Il a été établi que la zone du Sud-Ouest est une des plus vieilles et inchangées au monde, étant restée émergée plus de 200 millions d’années. Les glaciers et l’activité volcanique sont connus pour participer activement au renouvellement des sols en rendant disponible des nutriments et des sels minéraux vitaux pour leur fertilité. Le dernier épisode volcanique s’étant déroulé dans ce qui est maintenant le Sud-Ouest de l’Australie Occidentale date de 160 millions d’années, quand des épanchements de basalte se formèrent dans des failles de la croute terrestre associées à des zones de faiblesse entre les plaques indienne et australienne. Aucune activité glaciaire ne s’est déroulée dans cette zone, en raison de l’absence de vallées glaciaires dans des chaines de montagne qui auraient pu permettre à des glaciers de se former et de former de nouveaux sols par abrasions de roches en place. Les sols variés du Sud-Ouest sont par conséquent extrêmement vieux et relativement pauvres en nutriments en l’absence de leur renouvellement. Ils sont aussi étrangement complexes, ayant eu leur origine lors d’évènements géologiques et climatiques pendant de très longues périodes. Les conditions climatiques ont aussi forcé le repositionnement et le remaniement de ces vieux sols pour créer des sols contemporains encore plus pauvres en nutriments ;
- elle a subi des climats variés pendant des millénaires. Cette zone a été exposée comme région émergée à de nombreux climats différents au fil des âges. Par exemple la roche brune rougeâtre de type latéritique très commune dans le Sud-Ouest n’a pu se former qu’en climat tropical ou équatorial, lorsque des conditions très humides et chaudes ont provoqué la dissolution du fer ou de l’aluminium de la roche-mère et sa précipitation en nodules ou sphères qui formèrent ensuite des sols riches en graviers. Un autre exemple est la formation de plaines sableuses profondes lors d’épisodes chauds, secs et très venteux. Ces sols recèlent de nos jours des écosystèmes les plus fameux et divers comme le kwongan, une lande basse très riche en espèces adaptées ;
- elle est en situation « insulaire ». Les Océans Indien et Antarctique à l’ouest et au sud, les déserts au nord et à l’est délimitent une zone qui est restée isolée, les océans ayant une existence d’au moins 65 millions d’années lorsque l’Australie s’est séparée de l’Antarctique. Les barrières désertiques, elles, datent d’un climat plus sec apparaissant il y a 25 millions d’années jusqu’à l’installation d’une aridité encore plus marquée il y a 5 millions d’années lorsqu'un climat sec et une augmentation des incendies de végétation entrainèrent la disparition de la forêt pluviale qui avait dominé depuis environ 80 millions d’années ;
- elle a vu l’installation d’une coopération fructueuse et durable entre les plantes à fleurs et la faune pollinisatrice. Les plantes et les animaux ont évolué ensemble, les actions et les opportunités offertes par la pollinisation ont conduit à une énorme diversité florale. Une étude sur l’activité des animaux pollinisateurs sur les fleurs a révélé des caractéristiques telles que la couleur rouge ou jaune préférentielle, des fleurs plus longues avec plus de nectar qui attirent les oiseaux ou les mammifères, tandis que des fleurs blanches plus courtes avec moins de nectar attirent les insectes.

### Geraldton Sandplains (GES)

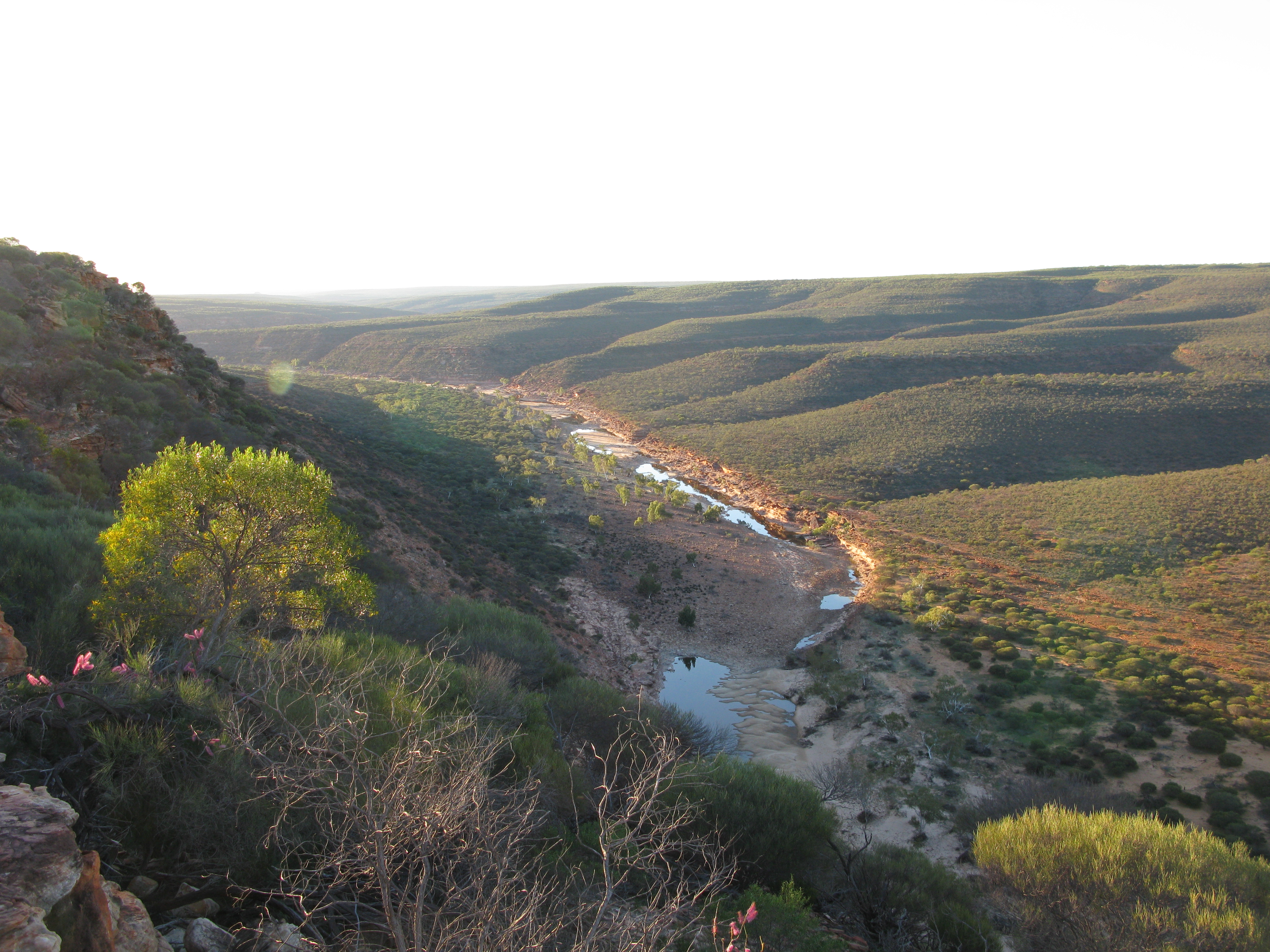
Boisement diffus de raspberry jams (Acacia acuminata) et de York gums (Eucalyptus loxophleba) au bord de la Murchison River avec des collines de grès couvertes de maquis (scrub-heaths), au lieu-dit The Loop, Parc National de Kalbarri.

La diversité géologique locale est significativement variée et peut être observée à la faveur des quelques reliefs présents. Seule la partie sud-est de la biorégion fait partie du Craton du Yilgarn, mais aucun relief visible n’en marque la limite.
Les hauts lieux de biodiversité de cette aire ont pour source des formations particulières géologiques incluant les grès latéralisés, schistes et siltites de l’aire du Mont Lesueur, où le nombre de plantes et l’endémisme extrêmement localisé sont parmi les plus remarquables de l’État d’Australie Occidentale. Ces reliefs latéralisés sont assez communs sur la biorégion, et, en comparaison avec les formations qui les entourent, recèle un nombre d’espèces végétales bien supérieur. D’autres unités géologiques induisent aussi une biodiversité accrue tel le complexe de gneiss avec des intrusions de granite entourés de grès, siltites et schistes de la zone au nord de Geraldton et autour de Kalbarri.
Les sols à duplex (horizon sableux sur horizon argileux) typiques de la plaine sableuse recouvrent des formations de grès et siltites marins ou continentaux qui sont moins marqués par la latéralisation des reliefs, bien que des poches semblables existent. La flore de ces zones est aussi incroyablement diverse, incluant plusieurs espèces endémiques régionales.
Les types de végétation les plus communs sur la zone sont dominés par les kwongans (lande ou matorral riches en Proteaceae), incluant divers fourrés de maquis ainsi que des boisements extensifs de raspberry jams (Acacia acuminata) et de York gums (Eucalyptus loxophleba) se développent sur des plages alluviales drainant cette plaine.
La majeure partie de cette biorégion bénéficie d’un bioclimat semi-aride de variante chaude.

### Swan Coastal Plain (SWA)

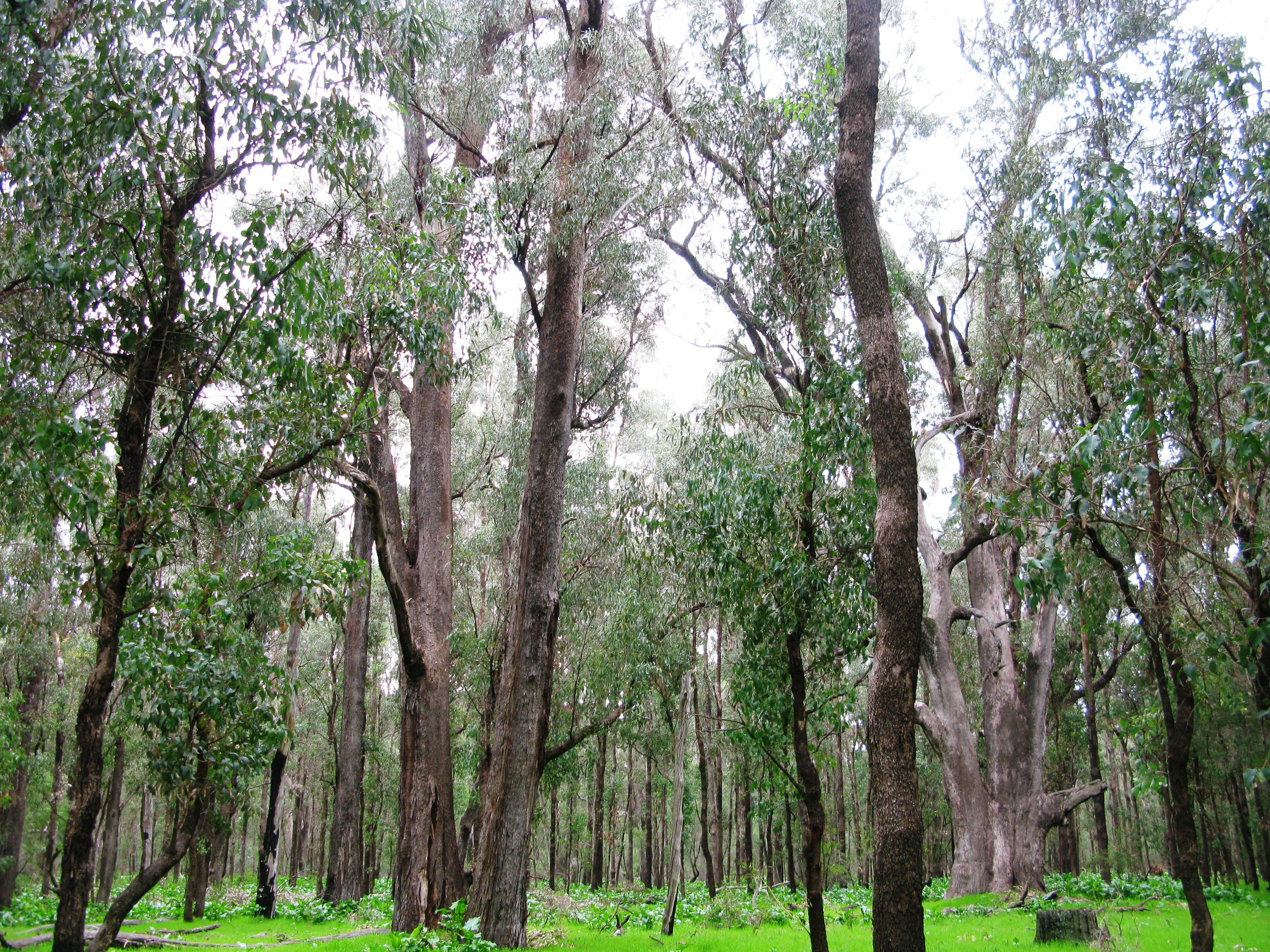
Un des derniers peuplements naturels de tuarts (Eucalyptus gomphocephala) dans la plaine calcaire entre Bunbury et Busselton à James Block dans le Parc National de la forêt de Tuarts.

La plaine côtière du fleuve Swan est la biorégion dont la végétation a souffert le plus de l’urbanisation de l’agglomération de Perth (1,74 million d’habitants).
Le paysage dominant de cette biorégion est la plaine côtière du fleuve Swan, une région plate qui va de la limite ouest du craton du Yilgarn (granite) depuis le Whicher Range près de Busselton dans le sud jusqu’à Jurien Bay au nord. Cette plaine mesure 10 à 30 kilomètres de largeur entre l’océan Indien et le Darling Range et est constituée en sous-sol de calcaire.
Les types de sols sont à dominante sableuse. Toutefois, ils ne sont pas homogènes et peuvent être classifiés en systèmes dunaires d’âge croissant en partant de l’ouest : le système dunaire de Quindalup (récemment formé), puis le système dunaire de Spearwood, le système de Bassendean, pour arriver à la plaine de Pinjarra où un colluvionnement sablo-limoneux apparaît sur le versant du Darling Range (qui est aussi la bordure occidentale du bouclier du Yilgarn).
La roche calcaire qui affleure de ces anciens systèmes dunaires est connue comme le calcaire de Cottesloe. Il est le support de la majorité des plantes rares ou d’aire réduite de la biorégion.
Cette plaine littorale fut jadis couverte de bois de Banksia et de tuarts (Eucalyptus gomphocephala) sur sols sableux, de swamp she-oaks (Allocasuarina obesa) dans les plaines alluviales et paperbarks (Melaleuca pl. sp.) dans les anciennes zones marécageuses. À l’est de la biorégion, la plaine s’élève légèrement à la faveur de sédiments mésozoïques dominés par des peuplements de jarrahs (Eucalyptus marginata).
Cette biorégion bénéficie de bioclimats sub-humide à humide de variantes tempérée à très chaude.

### Avon Wheatbelt (AVW)

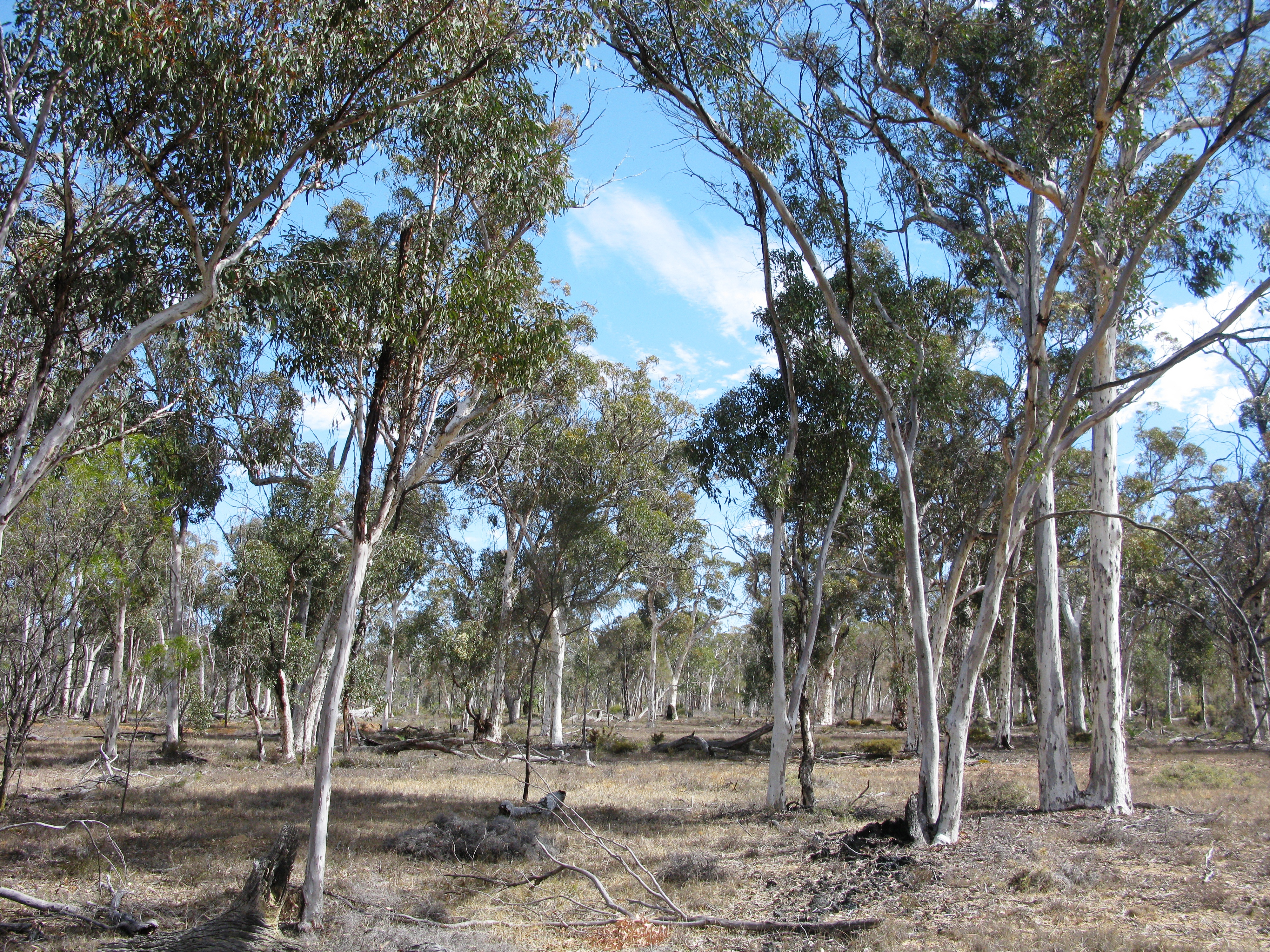
Peuplement de wandoos (Eucalyptus wandoo) dans la Réserve Naturelle de Brookton Highway, un paysage devenu assez rare dans le Wheatbelt d’Australie Occidentale.

La ceinture céréalière de la rivière Avon est une zone de drainage actif d’un plateau tertiaire du Craton du Yilgarn. Par conséquent, la roche-mère et les sols sont tous reliés à l’existence du bouclier granitique du Yilgarn. Les types de sols sont des graviers profonds à l’ouest, mêlés à des lentilles sableuses et à des accumulations de sols sablo-limoneux très graveleux le long des cours d’eau et thalwegs descendant du Darling range.
Le paysage vallonné de plaine possède une flore de scrub-heaths riche en Proteaceae endémiques en limite occidentale sur les reliefs latéritiques résiduels et les plaines sableuses issues de leur dégradation. On retrouve aussi des boisements extensifs d’eucalyptus mélangés, de filaos des rochers (Allocasuarina huegeliana) ainsi que des boisements de raspberry jams (Acacia acuminata) - York gums (Eucalyptus loxophleba) qui se développent sur des alluvions quaternaires et des éluvions.
Une grande partie de la biorégion a été extensivement défrichée pour la mise en valeur agricole, mais cela a entrainé un phénomène de salinisation secondaire qui est maintenant un problème majeur.
Cette biorégion bénéficie de bioclimats semi-aride à aride de variante tempérée.

### Jarrah Forest (JAF)

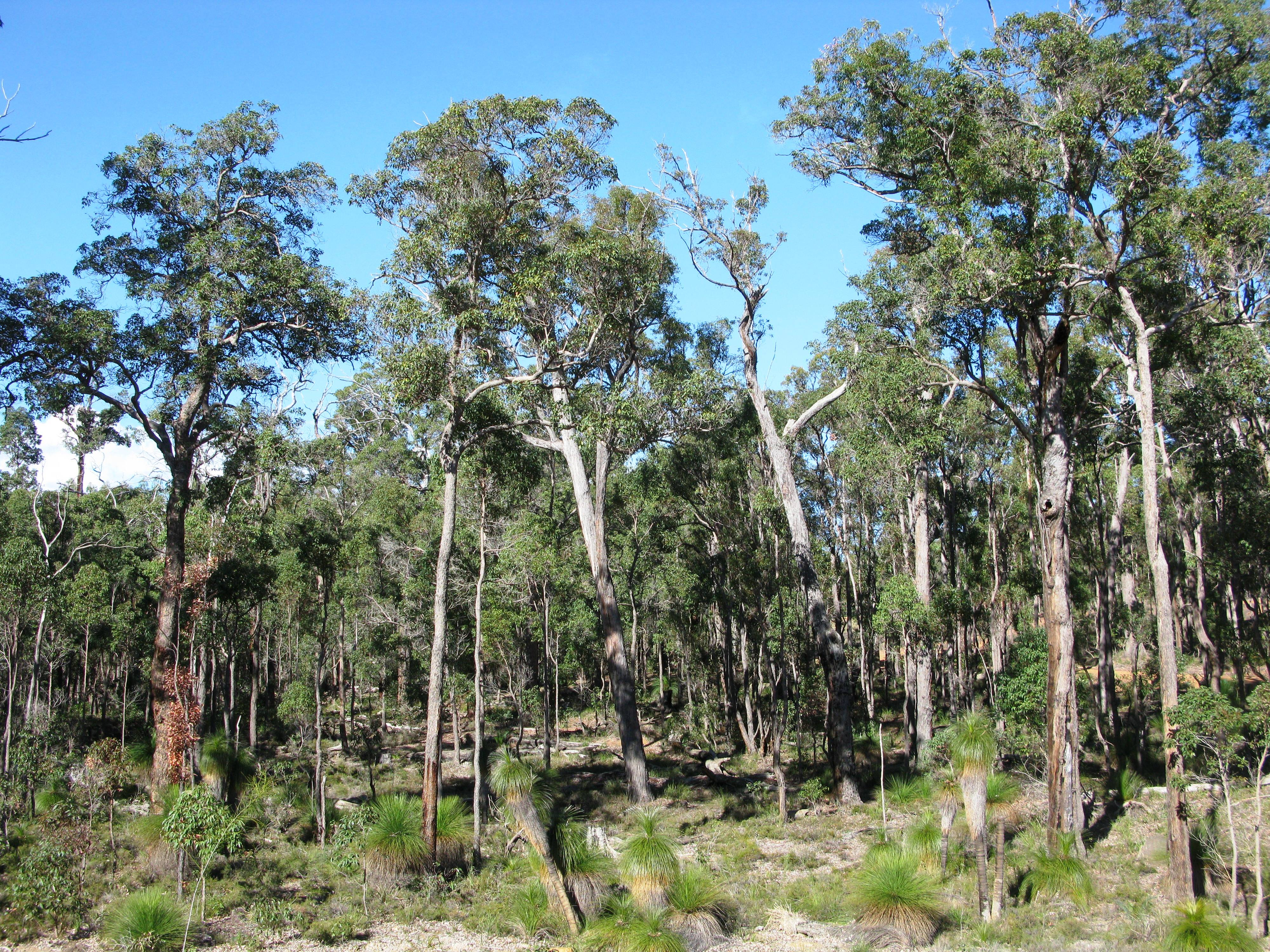
Forêt mélangée de jarrahs (Eucalyptus marginata) et de marris (Corymbia calophylla) à sous-bois de drumsticks (Kingia australis) et Balgas (Xanthorrhoea preissii) dans la Forêt d’État de Blackwood.

Dans cette biorégion, d’anciens climats tropicaux humides (de type mousson) ont donné naissance à des systèmes latéritiques qui ont depuis été dégradés sous l’action du nouveau climat en sols graveleux relativement riches.
Le plateau à cuirasse latéritique de la limite occidentale du Craton du Yilgarn est caractérisé par de la forêt mixte jarrah (Eucalyptus marginata) - marri (Corymbia calophylla) sur sols latéritiques graveleux et, dans la partie orientale, par des bois mixtes marri - wandoo (Eucalyptus wandoo) sur sols argileux. Les dépôts alluviaux et éluviaux sont couverts de fourrés à peppermint (Agonis flexuosa), tandis que dans les zones à sédiments mésozoïques, des forêts de jarrahs sont présentes avec un sous-bois buissonnant riche en espèces. Cette biorégion a été grandement exploitée pour les grumes de jarrah (bois semblable à l’acajou) et les forêts sont donc majoritairement des régénérations secondaires.
Cette biorégion bénéficie de bioclimats humide à per-humide de variante tempérée.

### Warren (WAR)

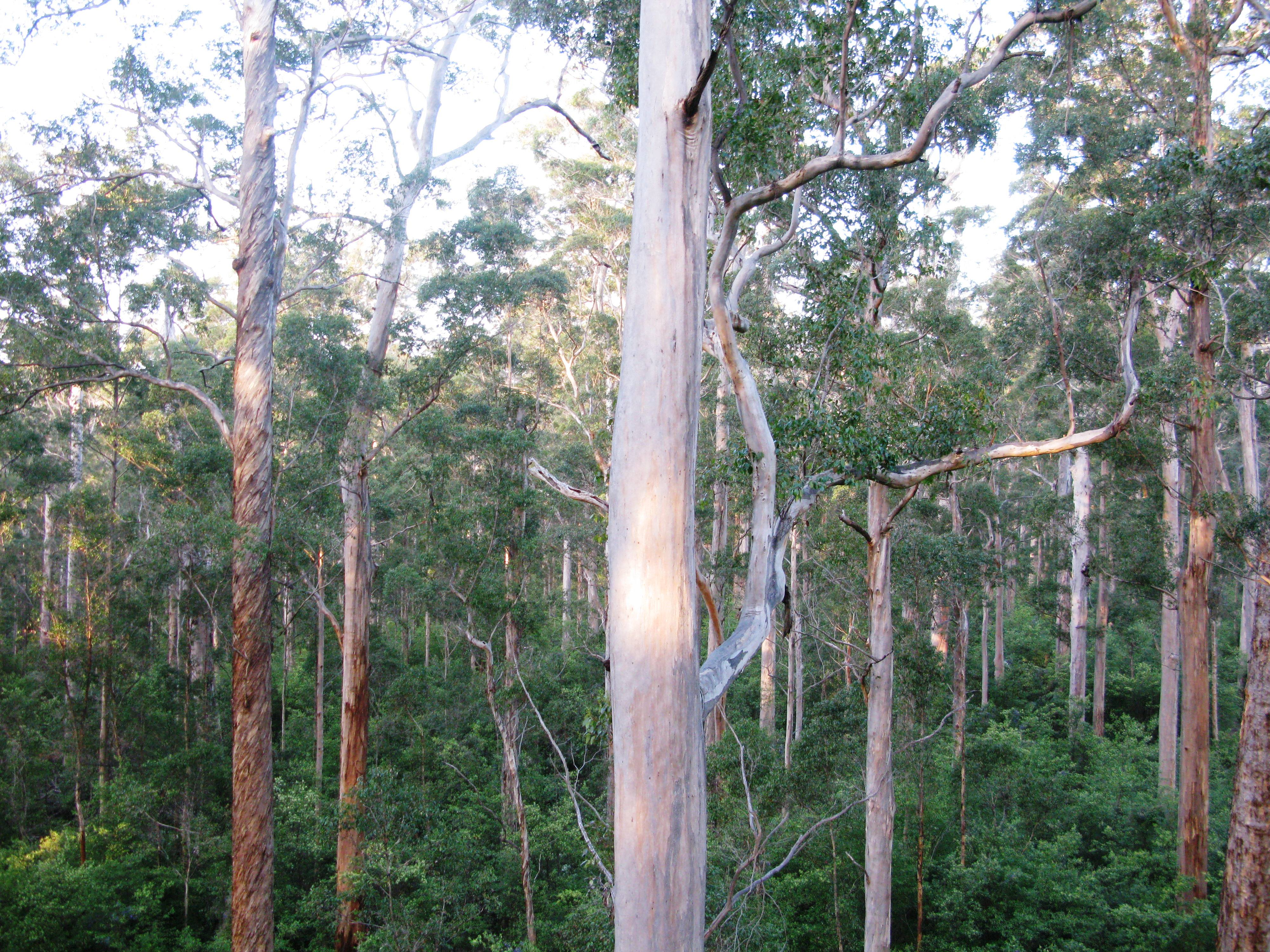
Vue de la forêt de karris (Eucalyptus diversicolor) depuis la tour de guet au sommet du Dave Evan's Bicentennial Tree dans le Parc National de Warren.

L’extrême sud-ouest et la côte adjacente du Great Southern sont baignés par le bioclimat le plus humide de la Province Botanique, avec des pics à 1 400 millimètres de précipitations par an. Ce phénomène, combiné avec la présence des sols les plus profonds de la limite sud du Craton du Yilgarn résulte en la présence de forêts parmi les plus hautes (jusqu’à 90 mètres pour le karri) et accumulant le plus de volume de bois.
Les sols sablo-limono-argileux sont colonisés par la forêt de karris (Eucalyptus diversicolor), tandis que les sols latéritiques supportent la forêt mixte jarrah - marri.
Les trois espèces de tingles forment des peuplements reliques massifs, moins élevés que les forêts de karris, mais avec des circonférences à la base impressionnantes. Le tingle jaune (Eucalyptus guifoylei), le tingle rouge (E. jacksonii) et le rates tingle (E. brevistylis) plus rare sont cantonnés aux isohyètes les plus élevés le long de la côte sud et ils composent une forêt relictuelle de ce qui est aujourd’hui le dernier lambeau d’un type forestier jadis plus disséminé et qui s’est contracté à l’intérieur de quelques centaines de kilomètres-carrés en raison du changement vers un climat plus sec.
Quelques espèces de la forêt ombrophile se sont maintenues malgré les 2 à 3 mois secs estivaux, comme Anthocercis sylvicola, la plante carnivore à feuille en puits d’Albany (Cephalotus follicularis) et la prune à émeu (Podocarpus drouynianus), rare composante laurifoliée de ces forêts humides. D'autres espèces du sous-bois inféodées à ces forêts sclérophylles humides comme Trymalium odoratissimum subsp. trifidum ou Chorilaena quercifolia possèdent des feuilles larges, molles et sempervirentes.
On trouve aussi sur les sols sableux lessivés des marais à paperbarks (Melaleuca pl. sp.) et Cyperaceae et sur d’anciennes dunes marines holocènes des bois à peppermints (Agonis flexuosa).
La majeure partie de cette biorégion bénéficie d’un bioclimat per-humide de variante chaude.

### Mallee (MAL)

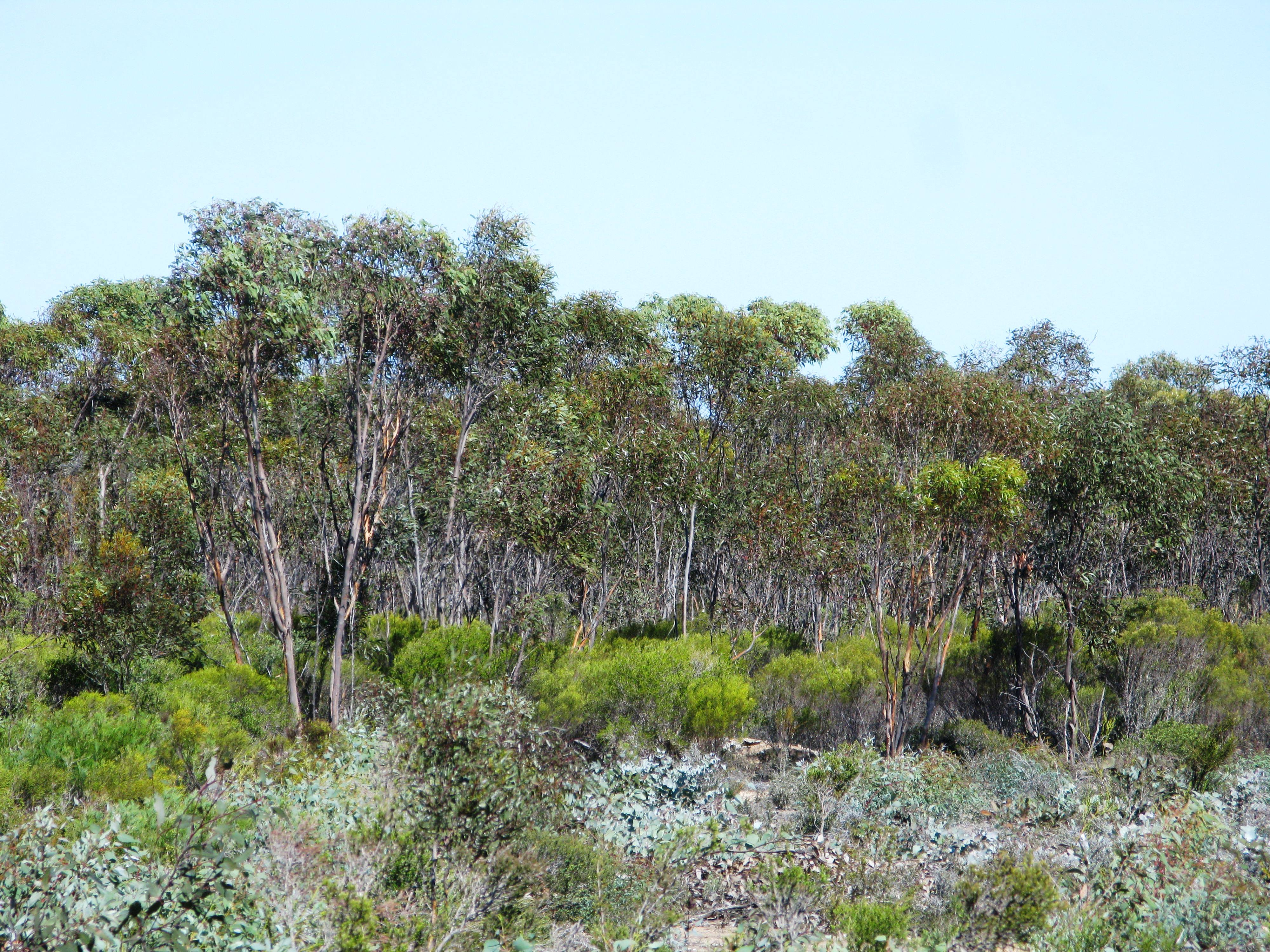
Peuplement de mallees (parmi lesquels Eucalyptus eremophila, le sand mallee) de 3-4 mètres dominant un sous-étage de heath (Melaleuca sp.) de 70 centimètres de haut. La zone du premier plan a été perturbée par un engin de terrassement l’année précédente et les eucalyptus rejettent de souche (Réserve Naturelle de Clyde Hill).

Le mallee est un type de forme de peuplement composé dans sa strate dominante d’eucalyptus en taillis naturels issus de rejets de souche d’un ligno-tuber. Une même espèce, qualifiée de mallee sur une station médiocre parcourue régulièrement par les incendies pourra ne présenter qu’un seul tronc sur une station plus riche avec un retour du feu sur une échelle de temps de l’ordre du siècle voire plus et constituer des bois ouverts (woodlands).
La partie sud-est du Craton du Yilgarn présente un paysage de vallons peu marqués, avec des points bas formant autant de lacs temporaires ou de dépressions salées. La végétation est principalement composée de mallee d’eucalyptus dominant un sous-étage de Myrtaceae ou de Proteaceae (heaths) sur des sols duplex présentant un horizon de sable au-dessus d’un horizon argileux.
Les alluvions sont caractérisées par des Melaleuca arbustifs, tandis que des sansouïres à Halosarcia occupent les marges des dépressions argileuses à forte salinité.
Une mosaïque de bois et de mallees d’eucalyptus occupent les sols calcaires des plaines sur roches-mères calcaires de l’Éocène dans l’est de la biorégion et sont généralement rattachés aux Great Western Woodlands (Grands bois occidentaux).
La majeure partie de cette biorégion bénéficie d’un bioclimat aride de variante tempérée.

### Esperance Plains (ESP)

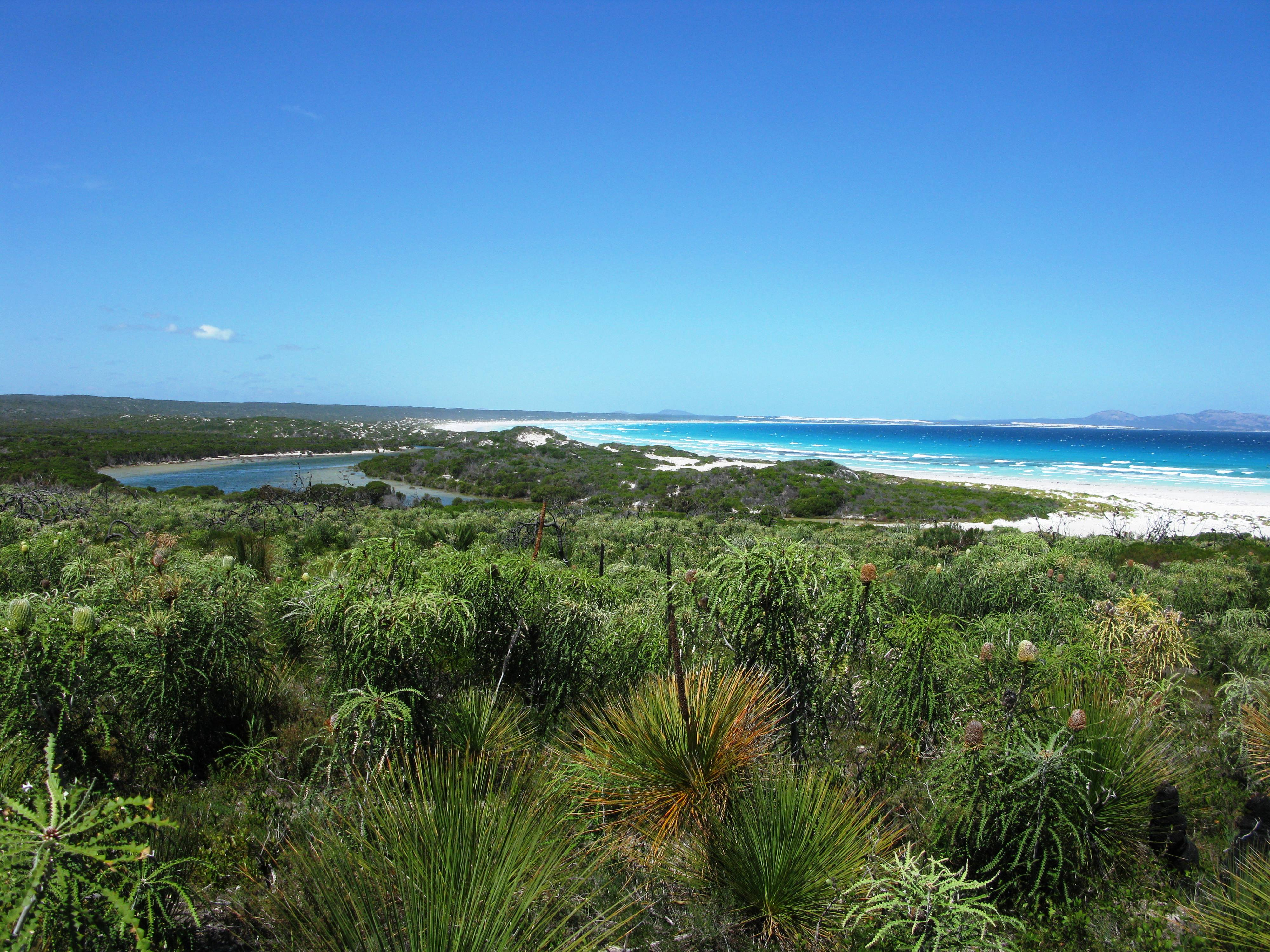
Brousse (heath) à showy banksias (Banksia speciosa) et grasstrees (Xanthorrhoea platyphylla) âgée de 5 ans après incendie, près de l’estuaire de Thomas River avec une végétation rivulaire résistante à la salinité du sol de swamp paperbarks (Melaleuca cuticularis) et mallee honey-myrtle (M. brevifolia), et en arrière-plan Yokinup Bay et Mont Aride au Parc National de Cap Aride.

Une plaine de spongiolites marins s’étend entre la bordure sud du Craton du Yilgarn et la côte.
Les fourrés riches en Proteaceae et les mallee-heaths (kwongans) composent la végétation de ces plaines sableuses recouvrant des sédiments de l’Éocène. Cette biorégion est particulièrement riche en espèces endémiques, favorisées par une complexe et spectaculaire combinaison de substrats géologiques, paysages et sols variés.
Les kwongans, présents sur toute une gamme de sols duplex (horizon de sable profond sur horizon graveleux) sont massivement diversifiés dans cette biorégion. Ils varient en composition, en fonction de changements subtils du sol, au point que des sites distants de 5 km n’ont que 30 % d’espèces en commun, même sur des sols semblables.
Les fourrés denses de Proteaceae (avec notamment les genres Banksia, Dryandra et Lambertia) sont de grands producteurs de nectar et soutiennent donc une faune nectarivore très spécialisée. Là aussi, la composition spécifique des groupements végétaux varie en fonction des micro-variations édaphiques et de grandes différences de composition sur de courtes distances sont communes.
Des bois d’eucalyptus occupent des positions topographiques favorables comme les thalwegs marqués ou les bas de pentes colluvionnaires.
Pelouses et maquis (riches en espèces endémiques) peuvent être trouvés sur des affleurements rocheux granitiques et quartzitiques abrupts qui parsèment la plaine sableuse.
Cette biorégion bénéficie de manière générale de bioclimats semi-aride à sub-humide de variantes chaude à tempérée.
Parmi les plus forts taux d’endémisme figure la chaîne de Stirling. Cette chaine de quartzite au nord d’Albany s’étend d’est en ouest sur 65 km et culmine à 1 095 mètres d'altitude. Les différentes expositions, l’ombrage, les sols particuliers et le microclimat font que plus de 1 500 plantes à fleurs existent ici dont 87 endémiques strictes de ce massif telles les mountain bells du genre Darwinia. Par extrapolation (il n’existe pas de station sur les pics à plus de 1 000 m), il est admis que la pluviométrie annuelle y serait de 1 100 mm / an alors que la plaine environnante ne reçoit que 600 à 700 mm. De même, la moyenne des minima de l’hiver sur les sommets serait de 3 °C. Le Stirling Range est un des rares endroits de l’Australie Occidentale où la neige tombe occasionnellement.
Les sommets de cette chaine de montagne seraient donc de bioclimat per-humide de variante fraîche.

### Yalgoo (YAL)

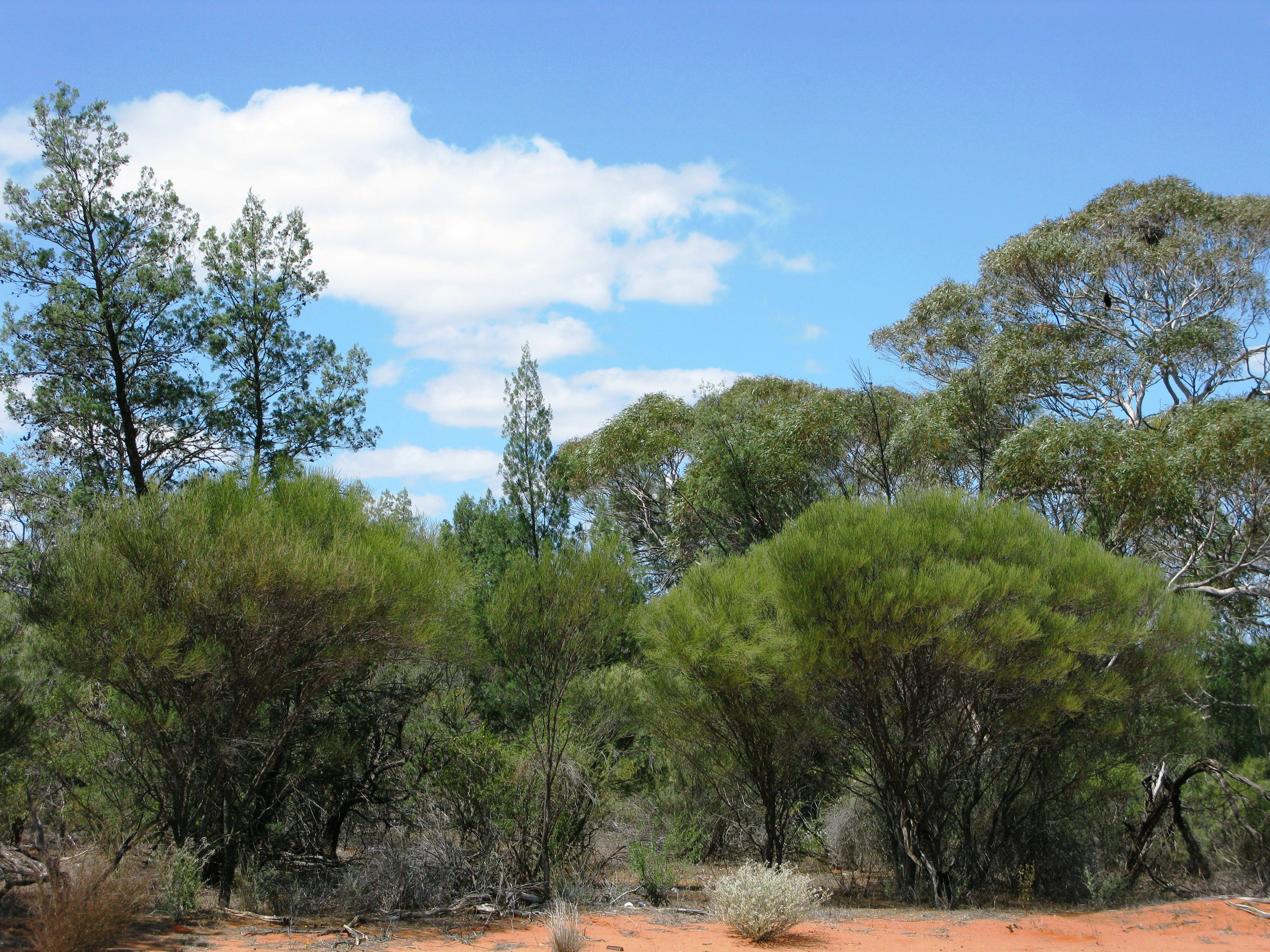
Boisement ouvert d’eucalyptus, mimosas (Acacia aneura) et cyprès (Callitris) de faible taille dans la plaine de sable rouge le long de la North West Coastal Highway.

La région de Yalgoo est caractérisée par des boisements ouverts de faible taille d’eucalyptus, mimosas (Acacia) et cyprès (Callitris) occupant les plaines de sable rouge de l’ouest du Craton du Yilgarn et du sud du Bassin de Carnarvon. Ce dernier a un socle de sédiments phanérozoïques.
Les savanes à mulgas (Acacia aneura), cyprès (Callitris pl. sp.), gimlets (Eucalyptus salubris) et autres bois ouverts à bowgadas (Acacia ramulosa var. linophylla) avec maquis sur sols sableux des plaines de l’ouest du Craton du Yilgarn sont aussi riches en espèces annuelles.
Cette biorégion de la zone de transition bénéficie d’un bioclimat aride de variantes tempérée à très chaude.

### Coolgardie (COO)

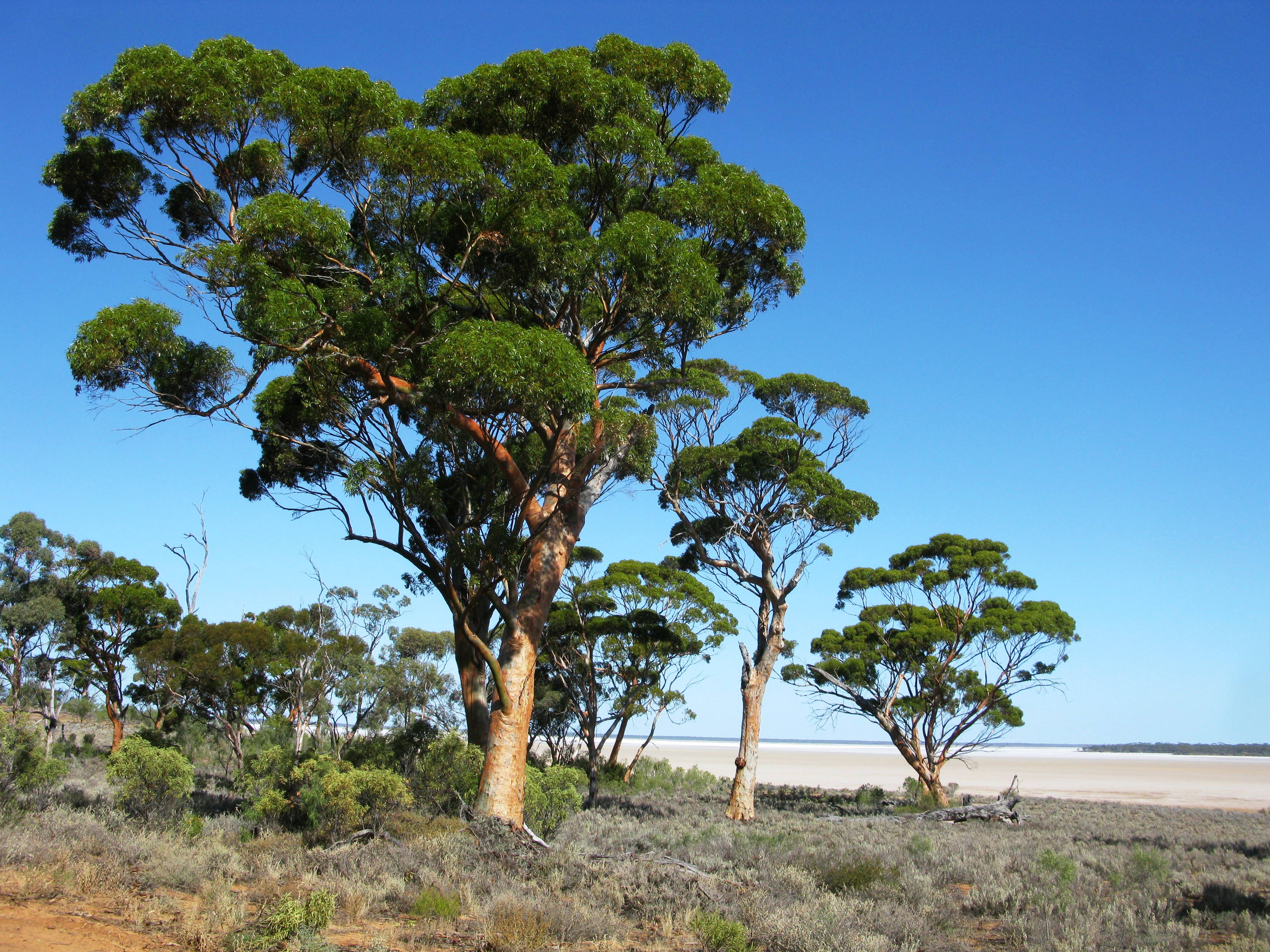
Salmon gums (Eucalyptus salmonophloeia) sur les berges du Lac Hope (Shire de Dundas) asséché à cette période de l’année (mai, automne) avec un sous-bois riche en quandong (Santalum acuminatum) et bois de santal (Santalum spicatum). À l’arrière-plan à droite sur l’île on distingue les densités que peuvent atteindre ces bois d’eucalyptus mélangés.

Cette biorégion, fait partie des Great Western Woodlands, la plus grande zone boisée intacte en climat méditerranéen au monde. Elle recèle à elle seule un cinquième des espèces végétales d’Australie, ainsi que 20 % de toutes les espèces d’eucalyptus, mais aussi des espèces de marsupiaux ou d’oiseaux aujourd’hui rares et menacées.
Le granite du Craton du Yilgarn caractérise la zone, avec des intrusions de roches vertes archéennes en ceintures parallèles entrainant des infiltration de minéraux tels l’or ou le nickel. Beaucoup de bassins versants aboutissent dans des points bas sans exutoire.
Des eucalyptus en mallee et des fourrés recouvrent la surface des plaines sableuses en association avec des collines de roches latéritiques, des plages alluviales et des affleurements granitiques.
Des boisements d’eucalyptus à stratégie K (durée de vie très longue, reproduction rare et tardive) endémiques et diversifiés peuvent être trouvés sur les collines basses de roches vertes, le long des vallées alluviales et dans les larges plaines à sols calcaires.
Dans l’ouest de la biorégion, les fourrés sont riches en Proteaceae endémiques alors que dans l’est ils sont riches en mimosas endémiques.
La totalité de cette biorégion bénéficie d’un bioclimat aride de variante tempérée. Elle fait aussi partie de la zone de transition.

### Hampton (HAM)

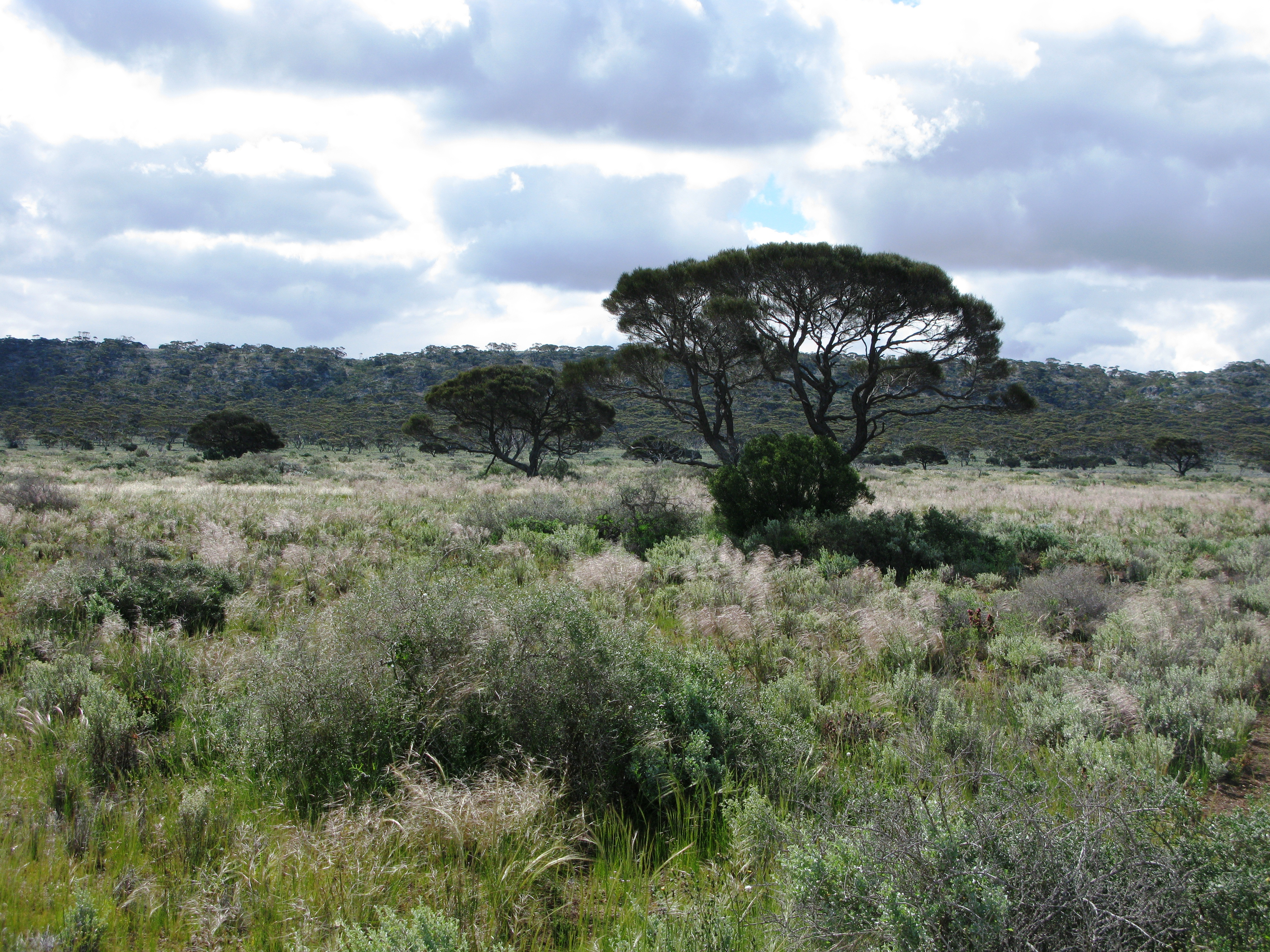
Western myall (Acacia papyrocarpa) dans la plaine de Roe, accompagné de nombreuses Poaceae et de blue bushes (Atriplex pl. sp.). En second plan l’escarpement qui marque le début du plateau du Hampton, près de Madura. L’escarpement est densément boisé en mallee dans sa partie haute et en bois d’eucalyptus en pied de versant.

La plaine littorale du Hampton comprend des systèmes de dunes marines quaternaires dans la plaine côtière du bassin d’Eucla, cernée par un escarpement de roches calcaires. Quelques zones de dunes marines peuvent aussi être perchées au sommet de l’escarpement.
Des communautés variées de mallees dominent l’escarpement calcaire, l’éboulis et le bas-versant, ainsi que les zones sableuses.
La plaine alluviale calcaire qui s’étend en contrebas de l’escarpement est le domaine de bois lâches d’eucalyptus et de myalls occidentaux (Acacia papyrocarpa) sous forme de savane herbeuse.
La totalité de cette biorégion de la zone de transition bénéficie d’un bioclimat aride de variante chaude.

## Menaces sur le Sud-Ouest de l’Australie

### Défrichementsetcoupessans gestion durable
Les causes majeures responsables des pertes de biodiversité sont basées sur l’altération et la destruction des habitats. De même, le déclin des ressources naturelles est basé sur l’extraction non-contrôlée et la surexploitation.
Par exemple, il a été estimé que 93 % de la végétation originale du Wheatbelt et 80 % de la Plaine Côtière du fleuve Swan ont été complètement défrichées. Cette dernière région abrite la capitale de l’État, Perth, ville la plus peuplée d’Australie Occidentale. Elle fait face à une pression significative pour le développement urbain et la croissance de la métropole. Il est estimé que près de 70 à 80 % de la totalité des zones humides de la plaine ont été défrichées, drainées ou remblayées depuis la colonisation européenne, et ce chiffre devrait encore augmenter.
D’autre part, à partir des années 1900, les Great Western Woodlands ont été intensivement coupés pour procurer du combustible pour faire fondre le minerai pendant la ruée vers l’or. Les bois d’eucalyptus furent aussi utilisés pour étayer les mines, procurer de l’énergie aux condensateurs pour la production d’eau douce, pour pomper l’eau dans les pipelines d’approvisionnement, fournir de l’électricité ou du bois de chauffage aux populations laborieuses. Il est estimé que 30 millions de tonnes de feuillus ont été récoltées entre les années 1890 et les années 1960 et qu’un cinquième des Great Western Woodlands ont été affectés. Bien qu’aujourd’hui la plupart des 3 millions d’hectares coupés à blanc aient repoussé, les impacts écologiques de ces coupes sont toujours visibles dans certaines zones.

### Régime desincendies
Les Aborigènes ont pratiqué pendant des milliers d’années des brûlages pour attirer les herbivores (kangourous) dans des zones récemment brûlées avec des espèces végétales ou des rejets plus tendres et les y chasser. Leurs brûlages ont aussi servi à nettoyer les abords d’un camp, faire fuir les animaux dangereux, les protéger des effets d’un incendie de grande ampleur ou encore ouvrir le « bush » pour pouvoir y progresser à pied.
Mais plus que les Noongars, ce sont les milliers d’impacts de foudre que reçoit la zone toute l’année qui sont susceptibles de la fin du printemps au début de l’automne de dégénérer en incendie majeur. Ces feux ont façonné la végétation de manière concomitante à l’assèchement progressif du climat.
L’intensité, la fréquence des feux et la saison où ils sont allumés affectent les plantes de différentes manières. Celles-ci peuvent être regroupées en fonction de leur réponse au passage du feu :
- espèces à régénération obligatoire par graines avec les graines stockées dans la canopée (ces espèces sont tuées lorsque le feuillage est brûlé),
- espèces rejetant de souche après que le feuillage soit brûlé avec les graines stockées dans la canopée,
- espèces à régénération obligatoire par graines avec les graines stockées dans le sol,
- espèces rejetant de souche avec les graines stockées dans le sol,
- espèces herbacées éphémères complétant leur cycle reproductif rapidement après l’incendie à partir de banques de graines viables présentes dans le sol.

Si tous ces groupes d’espèces répondent généralement bien au passage du feu, l’intensité et le temps écoulé entre deux épisodes d’incendie décident de la future composition du peuplement :
- le recrutement d’espèces ne rejetant pas de souche avec les graines stockées dans le sol (comme certaines espèces d’Acacia) et des espèces herbacées annuelles sont favorisées par un feu de forte intensité qui provoque de meilleurs stimuli pour les banques de graines dans le sol ;
- la forêt de karris de la biorégion du fleuve Warren (la plus humide) peut tolérer sans problème des feux d’intensité moyenne dans son sous-bois qui apporteront même un apport de nutriment nécessaire à sa régénération par graines. Par contre elle supportera mal un feu de canopée, à l’inverse du jarrah, bien protégé par son écorce fibreuse et qui nécessite des feux intenses pour permettre sa régénération par graine et provoquer des repousses à partir du ligno-tuber ;
- deux incendies répétés avant que le stock de graines ne se constitue dans les protections (cônes, gousses ligneuses…) de la canopée vont éliminer les espèces sans ligno-tuber comme certains Banksia ou Hakea ;
- les espèces rejetant de souche tolèrent généralement bien le passage d’incendies et deux perturbations par le feu consécutives n’affectent généralement pas la capacité de rejet de souche, mais des études montrent que les mallees sont vulnérables aux perturbations répétées à la longue.

### Salinisationdes sols
Le sel a été présent dans les sols depuis des millions d’années. Il est le plus visible dans les régions arides ou les précipitations sont insuffisantes pour en lessiver les excès. Ce processus naturel est appelé « salinisation primaire », mais il existe aussi une « salinisation secondaire » qui peut être créée par le défrichement. La plus grande partie du Sud-Ouest australien est assez plate, sans relief marqué et avec peu de systèmes fluviaux en raison de la semi-aridité qui règne à l’intérieur des terres et des faibles précipitations. La salinisation secondaire résulte de cet état de fait lorsque la végétation native pérenne (qui possède des systèmes racinaires profonds) est défrichée et remplacée par des cultures annuelles à enracinement superficiel. Le résultat est une élévation de la nappe d’eau à cause de la réduction de l’absorption d’eau due à l’élimination des espèces natives, les cultures à enracinement superficiel ne pouvant atteindre la nappe. Les dommages arrivent lorsque l’excès de sel est amené en surface par capillarité en raison de l’absence de toute végétation capable d’absorber eau et sel. La nappe salée affleure alors, le sel s’accumulant en surface d’où il peut être entrainé dans les bas-fonds par les pluies, affectant le système racinaire d’arbres et de toute végétation, conduisant à leur mort.
L’Australie Occidentale a la plus grande surface soumise à la salinité en zone semi-aride et le plus fort risque d’augmentation de salinité dans les prochaines 50 années. Une estimation montre que 4,3 millions d’hectares du Sud-Ouest australien ont un fort potentiel de développer une salinité issue de nappes d’eau superficielles. Les prédictions parlent d’une augmentation à 8,8 millions d’hectares aux alentours de 2050.

### Introduction depestes végétales
Les pestes végétales sont des plantes allochtones introduites dans des endroits où elles ne sont pas désirées. En Australie Occidentale, elles représentent environ 10 % de la flore et entrent en compétition avec les espèces natives.
La majorité de ces espèces sont originaires d’outre-mer, plus particulièrement d’Afrique du Sud, d’Europe ou des Amériques. D’autres ont été introduites depuis les États de la Côte Est australienne.
Les pestes végétales sont un problème parce qu’elles ne contribuent en rien aux écosystèmes locaux. La plupart des plantes natives coexistent dans des relations complexes et symbiotiques équilibrées. Lorsque de telles pestes s’installent, elles entrent en compétition avec les espèces locales, rompant les équilibres et empêchant souvent les graines de plantes autochtones de germer. Les pestes ne procurent que peu ou pas de nourriture à la faune locale, les privant de leurs sources naturelles de nourriture.
En plus des centaines d’espèces herbacées introduites, des arbres ou arbustes peuvent également constituer de sérieux problèmes comme :
- le tamaris (Tamarix aphylla), le palmier dattier (Phoenix dactylifera) originaires d’Afrique dans les zones semi-arides et arides du nord de la région,
- divers saules européens et asiatiques (Salix pl. sp.), divers genêts (Genista sp., Cytisus sp.) et le tea tree (Leptospermum laevigatum) du Victoria dans les biorégions à climat le plus humide,
- le poivrier rose (Schinus terebinthifolius) d’Amérique du Sud, l’épine de Jérusalem (Parkinsonia aculeata) originaire du Texas à l’Argentine ou l’olivier africain (Olea europaea subsp. cuspidata), espèces ubiquistes pouvant être trouvées dans l’ensemble de la région méditerranéenne.

En plus des pestes végétales, d’autres espèces d’arbres ont été introduites pour les besoins de la sylviculture intensive, tels le pin maritime (Pinus pinaster) en bioclimats semi-aride et sub-humide, le pin de Monterey (Pinus radiata) en bioclimats sub-humide, humide et per-humide pour les bois d’œuvre et le gommier bleu de Tasmanie (Eucalyptus globulus) en bioclimats sub-humide et humide pour la pâte à papier. Si le dernier ne s’échappe que rarement des plantations, les deux pins sont des colonisateurs de milieux perturbés (travaux du sol ou incendies) et nécessitent la plus grande vigilance des gardes forestiers ou des gardes parcs après le passage d’un feu aux abords de telles plantations.

### Attaques dePhytophthora«dieback»
Le Phytophthora est un genre d'oomycète phytopathogène infectant un grand nombre de végétaux parmi lesquels se trouvent plusieurs plantes ou arbres cultivés. Dans le Sud-Ouest de l’Australie, plusieurs espèces de ce genre appelé localement « dieback » sont présentes, mais c’est surtout Phytophthora cinnamomi (responsable entre autres de la maladie de l’encre du châtaignier en Europe) qui a un impact important sur la végétation naturelle.
Phytophthora cinnamomi infecte les racines par ses zoospores qui pénètrent au niveau du collet. Les zoospores ont besoin d'eau pour se déplacer et c'est la raison pour laquelle l'infection se rencontre plus facilement dans les sols humides. La distribution de ce pathogène dans le Sud-Ouest australien est fortement corrélée aux précipitations annuelles :
- ce pathogène n’est trouvé que dans les zones recevant plus de 400 mm / an,
- entre 400 et 600 mm / an la maladie ne se développe qu’aux abords des cours d’eau, des marais et des zones humides,
- au-delà de 600 mm / an l’impact sur la zone touchée est énorme.

Les premiers signes de la maladie sont le flétrissement, le jaunissement et les feuilles mortes restant sans tomber sur la plante. Généralement l’infestation aboutit à la mort de cette dernière surtout en été, en période de sècheresse, quand la plante a besoin d'eau.
Plus de 40 % des espèces autochtones de la zone méditerranéenne du Sud-Ouest, soit environ 2 300 espèces sont sensibles au Phytophthora. Quelques-unes des plantes les plus représentatives de l’écorégion sont susceptibles d’être infestées et d’en mourir, parmi lesquelles des Myrtaceae comme le jarrah, beaucoup de Proteaceae avec les genres Banksia, Dryandra, Hakea, les grasstrees (Xanthorrhoea), les Cycadales du genre Macrozamia…
Néanmoins, certaines plantes natives de la zone sont plus résistantes parmi lesquelles certains eucalyptus (tuart, wandoo, karri…).
Il n’y a à ce jour aucun traitement efficace à grande échelle. Le dieback est la cause de changement majeur des communautés végétales, il peut conduite à l’extinction d’espèces végétales rares et menacées et il est une cause de dégradation des habitats nécessaires à la nutrition d’animaux natifs spécialisés comme les nectarivores.

### Changement climatique
Les précipitations dans le sud-ouest de l'Australie se sont déjà réduites de 15 % depuis le milieu des années 1970. De 1911 à 1974, la moyenne des eaux captées par les barrages de Perth était de 338 gigalitres (Gl). De 1975 à 2000, cette valeur est passée à 177 Gl. De 2001 à 2010, cette valeur a encore été divisée par deux pour atteindre environ 75 Gl.
Les modèles suggèrent une diminution des précipitations annuelles moyennes de 7 %, et de 14 % des eaux courantes de surface pendant la période 2021 à 2050 par rapport à la période 1961-1990. À ce rythme, les biorégions les plus pluvieuses du sud-ouest pourraient potentiellement voir une augmentation de 80 % de mois secs aux alentours de 2070.
Le changement climatique pourrait aussi affecter les espèces et les écosystèmes en changeant d’importants facteurs comme :
- la fréquence et les caractéristiques des incendies de végétation ;
- le degré de salinité des zones sèches ;
- la dissémination de pathogènes comme les Phytophthora ;
- le changement de régime des eaux de ruissellement de surface ;
- le niveau des nappes phréatiques ;
- la fréquence d’évènements climatiques extrêmes (inondations, grêle, sécheresse, cyclones hors-zone…) ;
- les niveaux d’acidité des océans.

Ces facteurs ainsi que des pressions environnementales existantes peuvent grandement réduire la capacité de la biodiversité du Sud-Ouest à s’adapter naturellement au changement climatique.
Les signes visibles de l’impact du changement climatique sur les paysages de la zone du Sud-Ouest australien peuvent être la disparition des zones humides, une plus grande érosion de la côte ou la mort du corail due à son blanchiment à la suite du réchauffement des eaux.
Les modifications visibles sur la biodiversité du Sud-Ouest australien induites par le changement climatique pourraient inclure des décalages de périodes de floraison des espèces natives, un déclin de certains arbres comme les wandoos et les tuarts par stress hydrique ou encore une dissémination accrue de pestes végétales.